# Béji Caïd Essebsi
Pour les articles homonymes, voir Famille Caïd Essebsi et BCE (homonymie).
Béji Caïd Essebsi (arabe : باجي قائد السبسي ), souvent désigné par ses initiales BCE, né le 29 novembre 1926 à Sidi Bou Saïd et mort le 25 juillet 2019 à Tunis, est un homme d'État tunisien. Il est président de la République du 31 décembre 2014 à sa mort.
Fils d'un agriculteur descendant d'un captif d'origine sarde, il effectue ses études secondaires au Collège Sadiki. Marqué par les événements du 9 avril 1938, qui déclenchent le début de son militantisme et son intégration dans la jeunesse du Néo-Destour, il étudie le droit à Paris, où il devient vice-président de l'Association des étudiants musulmans nord-africains et membre actif de la résistance contre le protectorat français. Grâce au soutien de Habib Bourguiba Jr., il obtient sa licence, avant de regagner Tunis pour exercer son métier d'avocat.
Après l'indépendance, il intègre les sphères du pouvoir, devenant directeur de la sûreté nationale à la suite d'un complot contre Habib Bourguiba. Secrétaire d'État adjoint à l'Intérieur auprès du ministre Taïeb Mehiri, il le remplace à sa mort en 1965. Faisant face aux troubles liés à la guerre des Six Jours et à l'affaire Belkhodja, il est reconduit dans le gouvernement de Bahi Ladgham en tant que ministre de la Défense. Élu député en 1969 pour la circonscription de Tunis, il quitte le gouvernement en 1970 pour devenir ambassadeur en France mais démissionne en raison d'un conflit au sein du parti au pouvoir concernant la gestion de l'État. Exclu du parti, il subit une traversée du désert avant de réintégrer le gouvernement de Mohamed Mzali, à la condition d'instaurer une démocratie et de mettre fin au pouvoir personnel de Bourguiba. En 1981, il est nommé ministre des Affaires étrangères, où il est confronté à plusieurs crises diplomatiques, notamment la guerre du Liban et l'opération Jambe de bois. Il quitte ses fonctions en 1986 pour devenir ambassadeur en Allemagne de l'Ouest.
Après le coup d'État du 7 novembre 1987, il intègre le Rassemblement constitutionnel démocratique (RCD) du nouveau président Zine el-Abidine Ben Ali, redevient député puis est élu président de la Chambre des députés, à la suite de quoi il se retire de la scène politique. Il y revient après la révolution de 2011 qui renverse Ben Ali, prenant la tête du gouvernement et organisant l'élection de l'Assemblée constituante chargée de rédiger une nouvelle Constitution, à la suite de quoi il est remplacé par Hamadi Jebali, candidat de la coalition victorieuse de l'élection.
Il fonde en 2012 son propre parti, Nidaa Tounes, dans le but de rassembler l'opposition. Malgré les tentatives de l'exclure de la vie politique en raison de son appartenance au RCD, il mène son parti à la victoire aux élections législatives de 2014 puis remporte dans la foulée l'élection présidentielle face au président sortant, Moncef Marzouki.
Entre novembre 2017 et mai 2018, il est le plus âgé des chefs d'État en exercice après Élisabeth II. Il renonce ensuite à briguer un second mandat à l'élection présidentielle de 2019 et meurt cinq mois avant la fin de sa présidence. S'il échoue à faire adopter la loi relative à l'égalité sur l'héritage et à mettre en place la Cour constitutionnelle, il réussit à autoriser les femmes tunisiennes musulmanes à épouser un non-musulman.
Décédé en fonction à 92 ans, il est le plus vieux dirigeant démocratiquement élu dans l'histoire.

## Situation personnelle

### Famille
Descendant d'une lignée agnatique très anciennement issue d'un captif d'origine italienne, Mohamed Béji Caïd Essebsi (arabe : محمد باجي قائد السبسي), appartient à une famille de l'ancienne bourgeoisie tunisoise, composée d'agriculteurs issus de l'ancienne administration beylicale. Il est l'arrière-petit-fils d'Ismaïl Caïd Essebsi, mamelouk d'origine sarde, capturé par des corsaires tunisiens puis introduit dans le palais de Mahmoud Bey en 1810, à l'âge d'à peu près dix ans. Les éducateurs du palais le chargent du cérémonial lié à la consommation de tabac où il acquiert le titre de Caïd Essebsi. Il finit par être adopté par le prince héritier, Hussein Bey, et gravit ainsi les échelons de la cour, jusqu'à acquérir plusieurs caïdats et fermes fiscales lucratives. Devenu un haut fonctionnaire et conseiller du bey, il épouse Fatma Beya, fille ou nièce de ce dernier, avec laquelle il a sept enfants, l'aîné étant Mohamed El Bey Caïd Essebsi (1850-1910), grand-père de Béji Caïd Essbsi. Il meurt le 31 mai 1870 dans la résidence familiale, le Dar Caïd Essebsi, qu'il a construit à Bab Souika, dans le quartier de Bab Laqwas.
Mohamed El Bey Caïd Essebsi, devenu caïd-gouverneur et amir liwa (général de division), épouse Mahbouba Agha, fille ou petite-fille d'un général de la cour beylicale, probablement Moustapha Agha, devenu par la suite ministre de la Guerre. Ensemble, ils ont sept enfants qui deviennent tous agriculteurs, le plus jeune étant Hassouna, le père de Béji, né avant 1899 dans la résidence familiale de Bab Souika. Mahbouba meurt en 1930, quatre ans après la naissance de Béji.

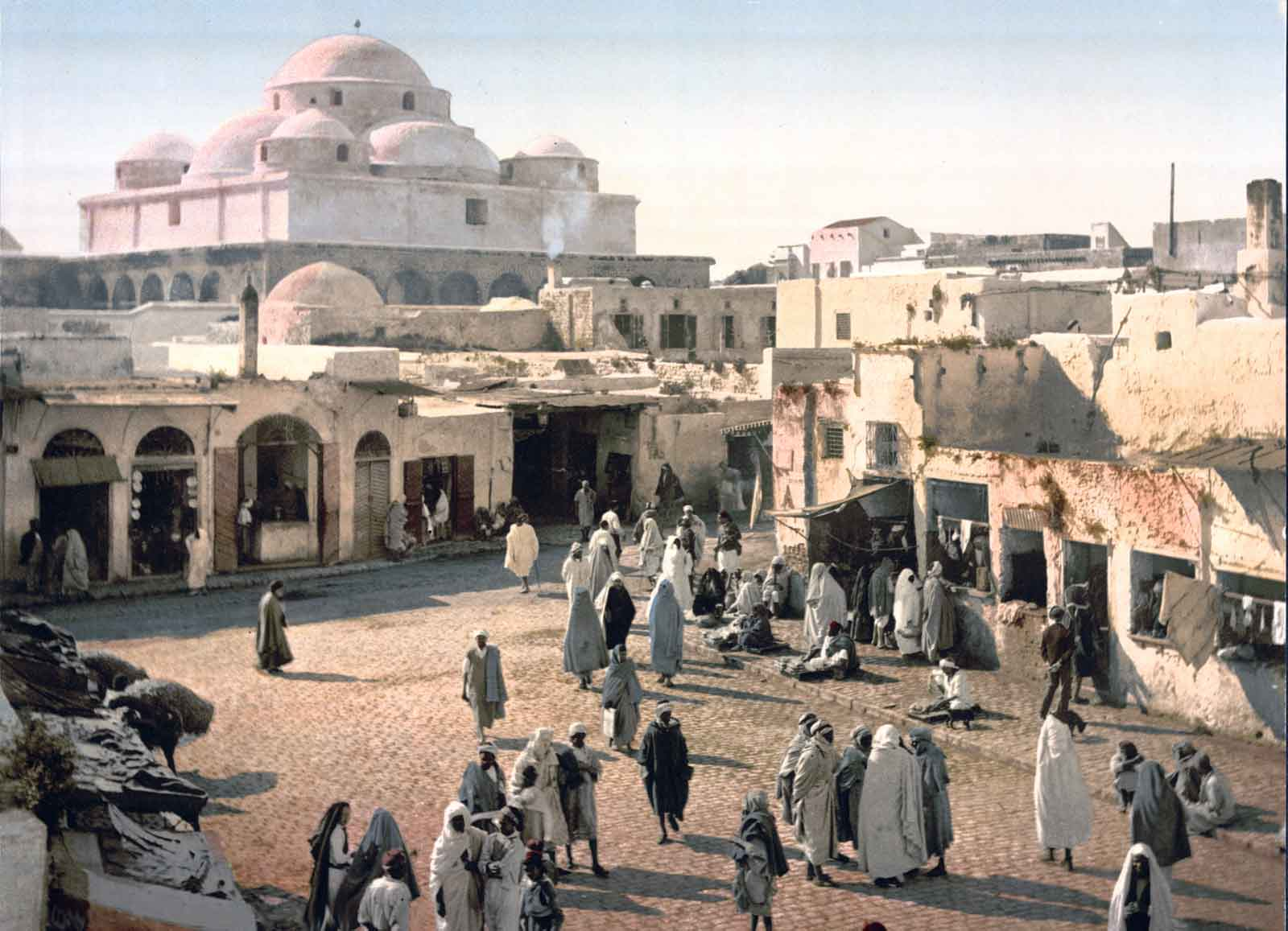
Bab Souika, quartier des familles Caïd Essebsi et Ben Jaafar.

Hassouna Caïd Essebsi effectue ensuite des études au Collège Sadiki avant d'épouser Habiba Ben Jaafar, née avant 1899 à Bab Souika, plus précisément à Halfaouine. Elle est la fille de Mohamed Ben Jaafar, amine (chef de la corporation) des chaouachis et notable des souks de Tunis, et de Beya Ben Jaafar, fille d'un maître-artisan chaouachi. Sa famille, les Ben Jaafar, milite au sein du Néo-Destour, notamment son frère et ses cousins dont Nacer Ben Jaafar, dirigeant de la fédération néo-destourienne de Tunis et de sa banlieue, mais aussi Slaheddine Ben Jaafar, haut magistrat qui conduit les manifestations du 18 août 1961 à Bizerte. Son grand-père maternel, Mohamed Ben Jaafar, habite une maison à Bab Souika, à proximité de celle des Materi.
En 1897, Khadija Ferah meurt en couches, donnant naissance à Mahmoud El Materi. Le père de ce dernier, Mokthar El Materi, chaouachi et imam à la mosquée El Ksar, meurt dix mois plus tard. En résulte alors un désordre familial et la grand-mère maternelle de Béji, Beya, qui vient en même temps d'accoucher d'une fille prénommée Fatma, se résout à le recueillir et lui donner le sein, en même temps qu'à sa fille, faisant de lui le frère de lait de Habiba, la mère de Béji, et de ce fait, l'oncle de lait de ce dernier. Mahmoud est récupéré par sa famille quand tout rentre dans l'ordre et deviendra le médecin de la famille. Le couple Caïd Essebsi-Ben Jaafar vit modestement à Mateur, en exploitant une propriété agricole et un verger planté d'arbres fruitiers à Djedeida sur les rives de la Medjerda.
Mohamed Ben Jaafar accueille sa fille dans la maison de vacances familiale de Sidi Bou Saïd, village où les Tunisois s'installent en été et jusqu'au début de l'hiver. Alors que Habiba est enceinte, Hassouna est retenu à Mateur pour les besoins de son exploitation agricole. Lorsqu'elle éprouve ses premières douleurs, elle est transportée au mausolée du saint patron de la ville, Sidi Bou Saïd El Béji, sur instructions de Mohamed, pour accoucher sous la bénédiction de ce dernier, loin de la famille qui est à Tunis. Mohamed décide d'appeler le nourrisson Béji si c'est un garçon et Saïda si c'est une fille. C'est ainsi que Béji Caïd Essebsi est nommé en l'honneur du saint, le 29 novembre 1926.
Sa mère donne ensuite naissance à Ismaïl, Fatma, Kamel Slaheddine en 1933 et Jémila en 1934. La famille quitte Mateur sur les conseils de Mahmoud El Materi et déménage à Hammam Lif, pour que Hassouna, malade, puisse bénéficier de cures thermales. Il y meurt quand Béji n'est âgé que de dix ans et c'est donc sa mère qui élève ses enfants. Son épouse Saïda Farhat appartient à une famille de l'ancienne bourgeoisie tunisoise composée originellement de hauts dignitaires et de propriétaires terriens et fondée par le mamelouk Farhat Gaied Jbira.

### Vie privée
Le 8 février 1958, Béji Caïd Essebsi épouse Chadlia Saïda Farhat. Ils ont ensemble quatre enfants : deux filles (Amel et Salwa) et deux garçons (Hafedh et Khélil).

### Jeunesse et militantisme

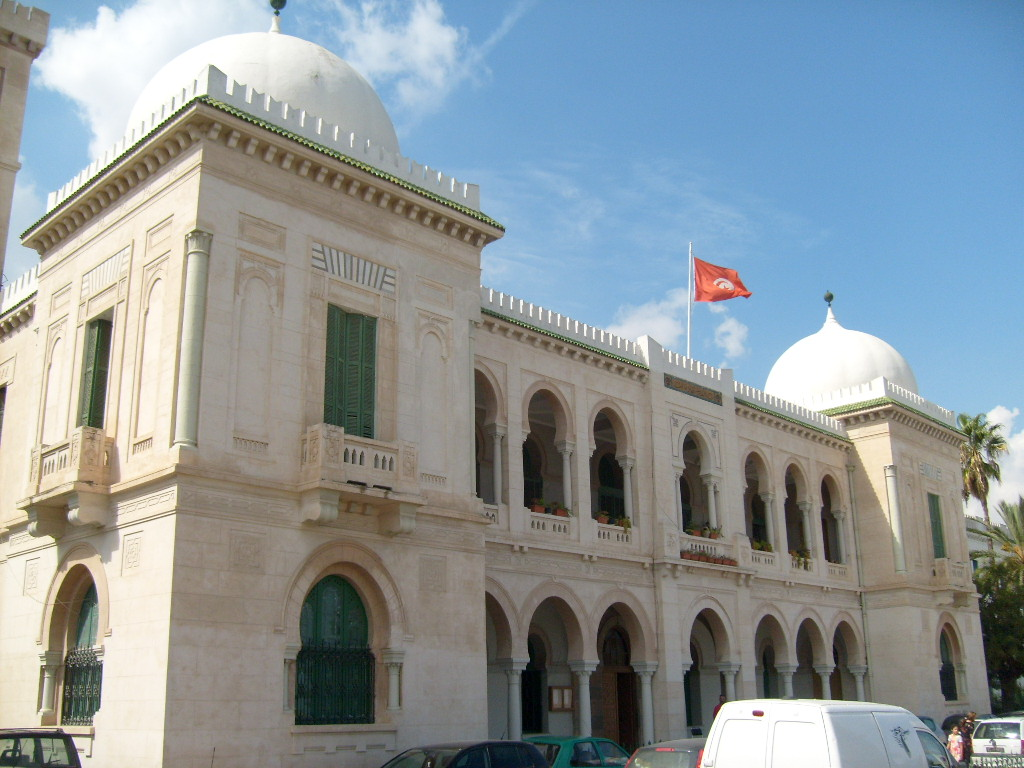
Façade du Collège Sadiki où Caïd Essebsi effectue ses études secondaires.

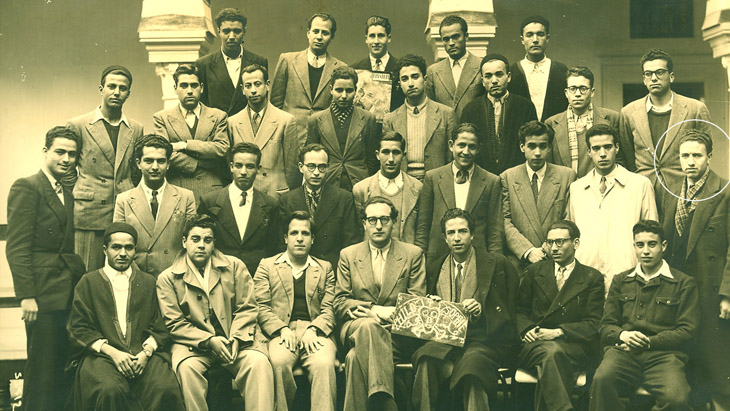
Photo de promotion au Collège Sadiki où figure Béji Caïd Essebsi (2e rang, encerclé à droite).

Béji Caïd Essebsi étudie à l'annexe du Collège Sadiki, hébergé pendant l'année scolaire avec son frère cadet par un parent habitant une maison au numéro 3 de la rue Ben Dhrif. Le 9 avril 1938, il assiste aux affrontements qui ont lieu ce jour-là.
Au collège, les cours sont interrompus et Caïd Essebsi se rend à Hammam Lif, où sa mère et le reste de sa famille l'attendent. Il est alors témoin de la destruction du siège de la cellule locale du Néo-Destour, qui le marque également. Ces événements constituent le début de son activité de militant. En 1941, âgé de quinze ans, il intègre la jeunesse destourienne du parti, en même temps qu'il entre en première année secondaire. Il est initié aux bases de l'action militante et au sentiment national, tout en apprenant les chants patriotiques et l'hymne national. C'est ainsi qu'il entend parler pour la première fois de Habib Bourguiba. Il rencontre par ailleurs le docteur Slimane Ben Slimane, haut dirigeant du Néo-Destour qui habite la même rue que lui et qui l'initie au militantisme et à la lutte pour la libération nationale.
Caïd Essebsi s'embarque alors dans une opération clandestine qui vise à déposer une bombe sur la voie du train traversant la ville de Tunis et menant vers le Sahel. La bombe fabriquée, Béji Caïd Essebsi en parle à Ben Slimane, en compagnie d'Ali Zlitni, tous deux expriment leur désaccord et le mettent en garde contre cette tentative de transgression des règles du parti, tout en lui demandant d'effacer toute trace de cette opération. Il rencontre Bourguiba pour la première fois à Hammam Lif, lorsque ce dernier est attendu à Tunis juste après sa libération du Fort de Vancia (Lyon). Celui-ci rend visite à Moncef Bey puis revient un peu plus tard pour voir son ami Sadok Boussofara. Caïd Essebsi l'observe sans pour autant l'approcher ou lui parler.

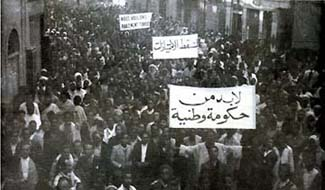
Manifestation du 8 avril 1938 qui marque Caïd Essebsi.

Caïd Essebsi se rend à Paris où il étudie en 1950 à la faculté de droit. Là-bas, il est membre de la cellule destourienne ainsi que du comité de l'Association des étudiants musulmans nord-africains (AEMNA), sans avoir un contact particulier avec les hauts dirigeants du Néo-Destour. Camarade avec le fils du président du Néo-Destour, Habib Bourguiba Jr., qui n'habite pas dans le même quartier que lui, leur relation l'aide à plaider en faveur de militants du parti contre les autorités du protectorat français. Sa mère connaît également Mathilde Lorrain, épouse de Bourguiba. Par ailleurs, Caïd Essebsi a un autre ami en France, Taïeb Mehiri, qu'il qualifie de mentor. En effet, ce dernier est son aîné au collège, habite dans la même rue que lui, et se rend quelques fois à la cellule destourienne où il s'adresse aux militants. Caïd Essebsi devient bientôt vice-président de l'AEMNA et doit s'absenter pendant trois jours pour se rendre aux Pays-Bas, en vue de représenter l'association lors du Congrès international des étudiants arabes tenu à Leyde. En rentrant à Paris, il retrouve à la gare Bourguiba Jr. qui le convie à rencontrer son père, à l'invitation de ce dernier.
La rencontre entre les deux hommes a lieu à l'hôtel Lutetia, lors d'un entretien accordé par Bourguiba au rédacteur en chef du journal Le Monde, en présence de membres du Néo-Destour. Caïd Essebsi est impressionné par l'autorité et l'assurance de Bourguiba et déclare que cette rencontre le marque, dans son livre Habib Bourguiba : le bon grain et l'ivraie. En dernière année, Caïd Essebsi occupe son temps en participant dans des activités militantes, tout en décidant de sauter la session de juin et de reporter son examen à la session de septembre. En mai 1952, Bourguiba Jr. le force à travailler quelques semaines avant l'examen. Le 13 juillet, il termine sa dernière épreuve orale et obtient sa licence en droit. Le même jour, en rentrant chez lui, deux agents de la sécurité se présentent et lui demandent de quitter le sol français, en raison de sa position de vice-président de l'AEMNA. Son passeport périmé est confisqué par la police et, le 15 juillet, il rentre officiellement à Tunis, prenant le train pour Marseille puis le bateau qui le conduit en Tunisie.
De retour au pays, il décide de faire un stage auprès d'une banque dirigée par le père d'un camarade universitaire. Mais il est accueilli par Fathi Zouhir, dirigeant d'un cabinet d'avocats important, qui lui propose de venir travailler auprès de lui, en tant que chargé des affaires des militants traduits devant le tribunal militaire. Le 3 octobre, il prête serment et commence à plaider. Mais, à la suite de l'assassinat de Farhat Hached, Zouhir est arrêté alors que la Tunisie connaît des jours tragiques, durant lesquels Caïd Essebsi fait la connaissance d'Ahmed Tlili.
Béji Caïd Essebsi continue de militer en faveur de l'indépendance et œuvre pour défendre les militants tunisiens arrêtés. Durant ces deux années, il déclare avoir passé la majorité de son temps au tribunal militaire de Tunis, à Bab Menara, le matin et à la prison militaire de la kasbah de Tunis l'après-midi, où il rencontre plusieurs militants comme Tlili, qui lui demande d'assurer sa défense. Caïd Essebsi refuse, son affaire étant trop grave pour l'expérience du jeune avocat, Tlili étant accusé de complicité dans l'assassinat d'un gendarme français. Il en parle à ses confrères qui lui annoncent qu'un avocat français peut assurer la défense de Tlili. Mais ce dernier refuse, voulant être défendu par un Destourien tunisien. Lors du procès, il encourt la peine de mort mais, grâce à la défense de Caïd Essebsi, il est finalement acquitté.

## Parcours politique

### Débuts

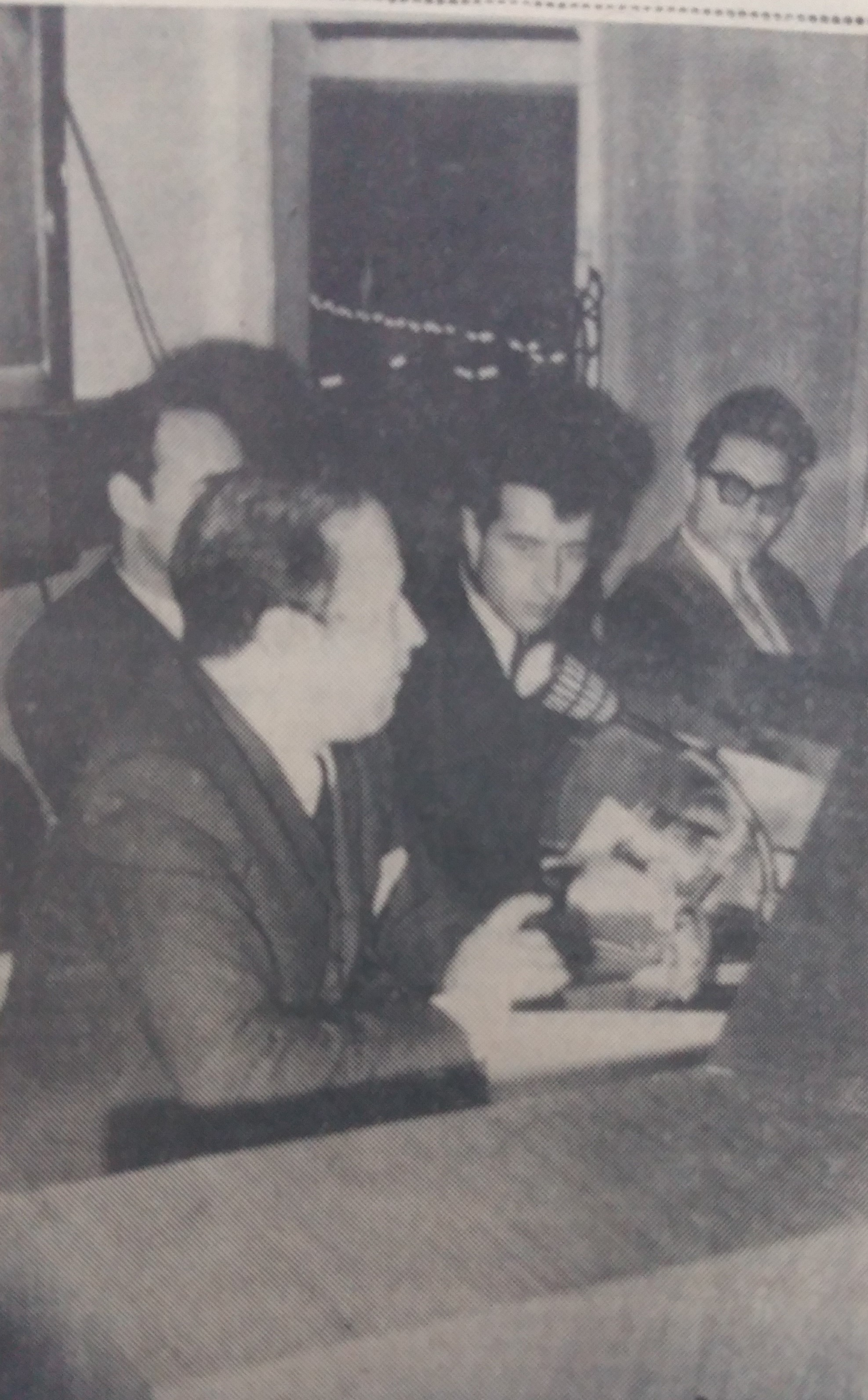
Béji Caïd Essebsi adressant un discours au bureau politique du Parti socialiste destourien.

Le 20 mars 1956, l'indépendance est obtenue et des élections se tiennent pour élire une Assemblée constituante chargée de rédiger une Constitution. Dans ce contexte, Caïd Essebsi est chargé par le Néo-Destour d'animer la campagne électorale dans la région de Jendouba, sans pour autant être candidat car il ne remplit pas la condition de l'âge légal qui est de trente ans. Le 8 avril, l'Assemblée constituante ouvre ses travaux et finit par proposer à Lamine Bey de nommer Bourguiba comme Premier ministre. Ce dernier est nommé le 11 avril et annonce le 17 la composition de son premier gouvernement dans lequel Caïd Essebsi devient conseiller chargé des Affaires sociales basé à Dar El Bey. Alors que Bourguiba œuvre pour l'application de nouvelles réformes, notamment celle du statut des femmes face à une société conservatrice, Caïd Essebsi lui conseille de reporter le projet, ce que Bourguiba refuse en déclarant que si la réforme n'est pas appliquée tout de suite, il se pourrait qu'elle ne le soit jamais.

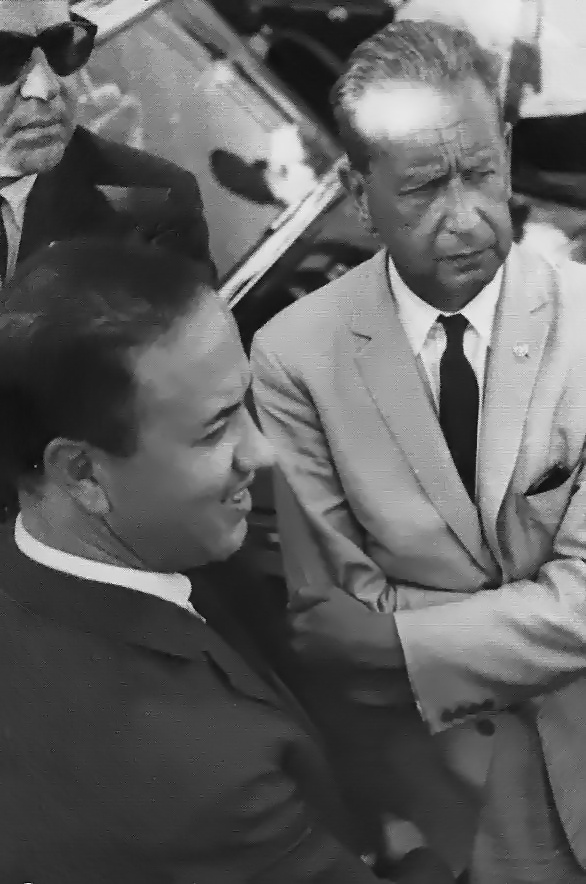
Béji Caïd Essebsi (à gauche) et Dag Hammarskjöld (à droite), le 26 juillet 1961 à Bizerte.

Le 30 juin, Caïd Essebsi se rend à Genève (Suisse), en tant que représentant du Premier ministère, avec une délégation dirigée par le ministre du Travail, Mohamed Chakroun, qui vise à présenter la candidature de la Tunisie à l'Organisation internationale du travail. Avant de quitter la ville, il reçoit un message, dans lequel Bourguiba, en voyage à Paris pour rencontrer le président du Conseil français Guy Mollet, le réclame. Alors qu'il se rend à Paris, pour la première fois depuis son départ forcé en 1952, Bourguiba lui annonce qu'il a décidé de le nommer au ministère de l'Intérieur, auprès du ministre Taïeb Mehiri, pour une mission de six mois en tant que chef de l'administration régionale.
Face à l'arrivée croissante de réfugiés algériens, la Tunisie décide d'internationaliser le problème en faisant appel au Haut Commissariat des Nations unies pour les réfugiés (HCR). Caïd Essebsi est chargé du dossier et de l'évaluation du problème avec Zouhir Chili, fonctionnaire au ministère des Affaires étrangères. Le 29 mai 1957, ils se rendent à Aïn Draham où ils sont victimes d'un incident. En effet, l'armée française pénètre sur le sol tunisien, en réplique à l'audace du gouverneur Naceur Ben Jaafar qui avait fait arrêter un commandant et des officiers français. Des fusillades éclatent bien que Caïd Essebsi tente de calmer l'atmosphère. Il réussit à s'en sortir avec une jambe éraflée et se rend à Genève, auprès du HCR, où est établi un programme d'assistance internationale, à long terme, au profit des réfugiés algériens.

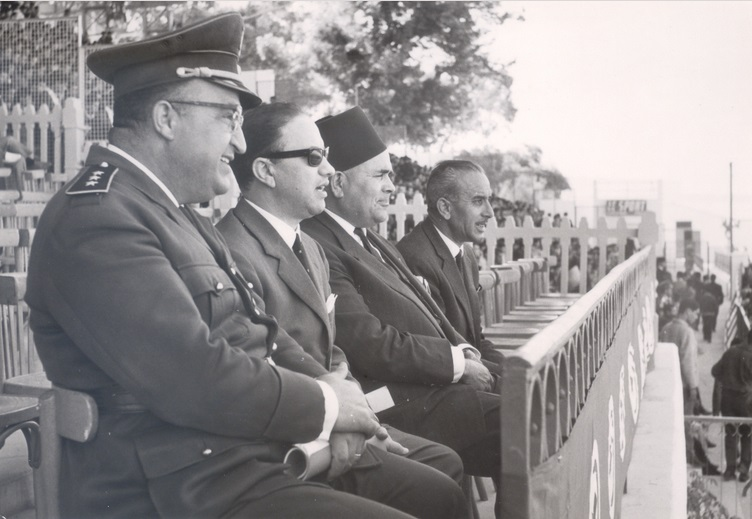
Béji Caïd Essebsi au stade Chedly-Zouiten de Tunis en 1960.

Travaillant dans une commission d'arbitrage budgétaire auprès du ministre des Finances, Hédi Nouira, il est libéré le 8 février 1958 à 16 heures pour aller se marier à Hammam Lif vers 18 heures, Taïeb Mehiri étant son témoin. Mais ce dernier ne peut venir, étant occupé avec le président Bourguiba et le ministre de la Défense, Bahi Ladgham, par le bombardement de Sakiet Sidi Youssef. Les gouverneurs et amis conviés reçoivent l'ordre de regagner leurs gouvernorats et, le gouvernement étant préoccupé par cette affaire, seuls les ministres Ahmed Ben Salah, Abdallah Farhat et Mustapha Filali assistent à la cérémonie. Le lendemain, se préparant pour son voyage de noces, il reçoit un appel téléphonique du président qui le félicite et lui demande de ne pas partir dans cette période sensible. Lorsque des troubles éclatent le 19 février, après que le colonel Mollot, commandant des forces françaises encore basées dans le sud du pays, eût envahi le village de Remada et capturé les agents de la garde nationale, Caïd Essebsi est chargé de s'y rendre pour rétablir l'autorité gouvernementale et dénoncer les abus du colonel. Une délégation composée de Habib Boularès, Caïd Essebsi, des membres du Néo-Destour et de l'armée se charge de cette mission. En août 1962, Caïd Essebsi est invité par le président Bourguiba qui lui confie une nouvelle mission : le développement du tourisme, le ministère de l'Intérieur ayant retrouvé sa stabilité après la crise de Bizerte. Une commission est mise en place pour évaluer le secteur et mettre en place des projets.
Six mois plus tard, peu après la découverte du complot visant la destitution du président, Béji Caïd Essebsi apprend par la radio qu'il a été nommé directeur de la sûreté nationale, en remplacement de Driss Guiga qui prend sa place, chargé du dossier du complot ;il conserve son poste jusqu'en 1965 alors que Taïeb Mehiri souffre d'un diabète qui s'aggrave de plus en plus. Béji Caïd Essebsi est nommé secrétaire d'État adjoint à l'Intérieur par le président Bourguiba. Mais ce dernier refuse, ne voulant pas embarrasser Mehiri. Puisque le président lui annonce que c'est ce dernier qui a proposé sa candidature, Caïd Essebsi accepte, tout en conservant son poste de directeur de la sûreté d'État.

### Ministre sous Bourguiba

#### Ministre de l'Intérieur

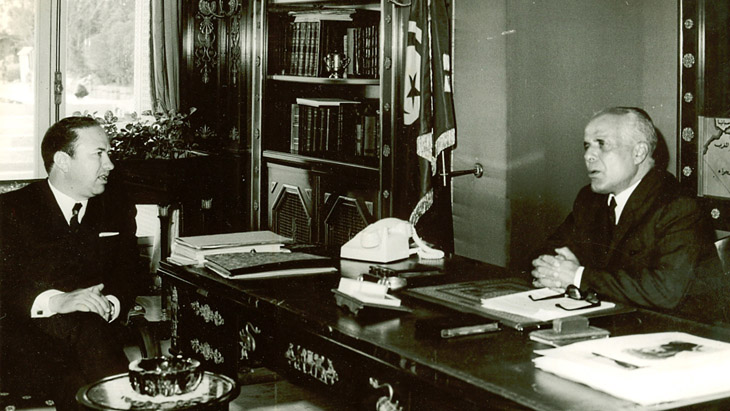
Caïd Essebsi rendant visite au président Bourguiba au palais présidentiel de Carthage.

Le 29 juin 1965, Taïeb Mehiri meurt et des funérailles nationales sont organisées. Son poste reste vacant jusqu'au 5 juillet, date à laquelle le président nomme Béji Caïd Essebsi comme ministre de l'Intérieur. C'est alors le premier portefeuille qu'il occupe tout au long de sa carrière.
Le 5 juin 1967, la guerre des Six Jours éclate et entraîne une réaction violente des Tunisiens : des troubles ont lieu dans la capitale où plusieurs personnes attaquent boutiques et véhicules, ainsi que le centre d'informations des États-Unis, mais aussi l'ambassade du Royaume-Uni qui est incendiée. Bourguiba n'étant pas encore remis de son attaque cardiaque, Caïd Essebsi donne l'ordre de ne pas tirer sur les manifestants ; il reçoit des appels téléphoniques de membres du gouvernement lui demandant de faire appel à l'armée, ce qu'il refuse, soutenu en cela par Ahmed Mestiri. Les troubles continuent durant la nuit, les manifestants saccageant les rues, pillant des magasins et criant des slogans hostiles à Israël, aux États-Unis et à l'OTAN. Malgré ces événements, Caïd Essebsi tient fermement à sa décision de ne pas utiliser les armes, place les bâtiments publics et les ambassades sous la protection de l'armée et demande l'arrestation des saccageurs ; quelques-uns appartiennent au Parti socialiste destourien (PSD) et sont arrêtés par erreur et libérés.
Ces actions lui valent des accusations de défaillance et d'atteinte à l'ordre public, ainsi que l'incrimination de militants du PSD. Le lendemain, pour apaiser l'atmosphère, il se rend avec Bahi Ladgham, alors secrétaire d'État à la présidence, visiter l'ambassade du Royaume-Uni ainsi que les boutiques endommagées ; ils découvrent aussi sur les vidéos des troubles que des membres du PSD y ont participé. Caïd Essebsi est surpris du silence du président, qui n'a pas réagi aux manifestations, et demande une audience qu'il n'obtient pas. Ce n'est que le 9 juin, avant le Conseil des ministres, qu'il le reçoit en pyjama : Caïd Essebsi lui explique les faits et que la police ne peut massacrer le peuple alors que les Israéliens massacrent les Arabes, tout en lui montrant une photo d'un Tunisien brandissant la photo du président, et qui manifestait donc en son nom. Dans l'après-midi, il est convoqué une seconde fois au palais présidentiel de Carthage, où Bourguiba limoge Fouad Mebazaa de la direction de la sûreté nationale et demande l'avis du ministre pour la nomination du nouveau titulaire ; Tahar Belkhodja est alors nommé.

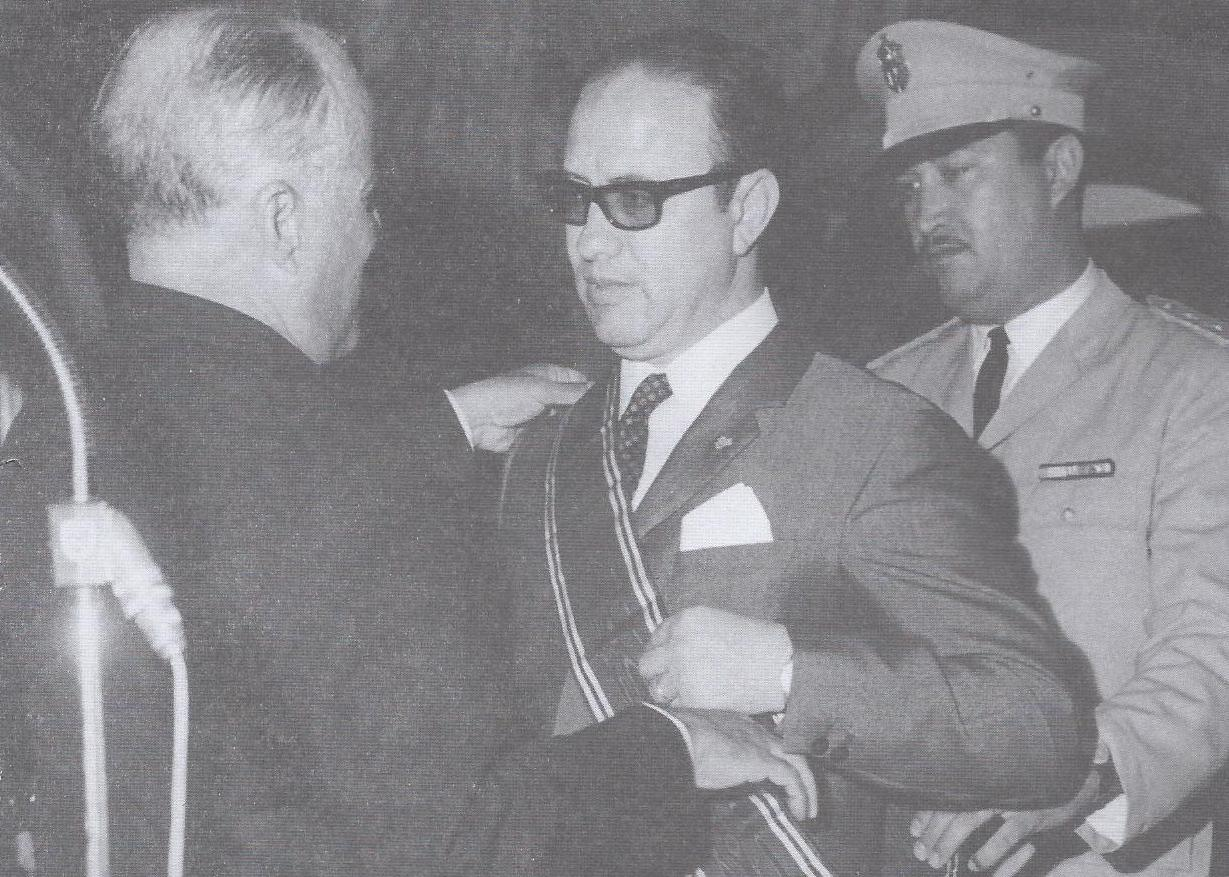
Bourguiba décorant Caïd Essebsi, ministre de l'Intérieur, du grand cordon de l'ordre de l'Indépendance, le 1er juin 1966.

Le lendemain, ce dernier demande à exercer son autorité sur la police et la garde nationale avec rang de directeur général, ce que Caïd Essebsi refuse ; il décide d'en faire part à Bourguiba qui lui demande de le laisser faire. Le 23 juin, Belkhodja est officiellement nommé directeur général de la sûreté nationale (DST) et décide la nomination de Hassan Babbou en tant que directeur de la police. Bientôt, le commandant de la garde nationale présente sa démission en raison d'une mésentente avec Belkhodja, qui le menace s'il persistait à rester à son poste. Quelques mois plus tard, Mohamed Ben Cheikh, chef des services administratifs et financiers, Babbou, directeur de la police, et Salem Sabbagh, commandant de la garde nationale, présentent leurs démissions en dénonçant la désorganisation des services de la sûreté.
En octobre 1968, Belkhodja décide de limoger de hauts responsables dans son département, notamment le chef de la DST, de la brigade criminelle, du service de la documentation générale et des renseignements généraux, en raison de la disparition de documents importants sur une enquête ayant eu lieu sous la direction de Mehiri, alors ministre de l'Intérieur. En effet, une enquête a été menée sur l'existence d'une cellule baathiste. L'instigateur, un prénommé Tahar Ben Abdallah, avait été arrêté par le ministère avant d'être libéré sur ordre du ministre. Belkhodja demande l'accord du président pour les révoquer, ce qu'il obtient ; Béji Caïd Essebsi est alors en voyage en Libye pour rencontrer son homologue et averti par son chef de cabinet, Khelifa Bellamine, de ce qui se passe.
À son retour, le 17 octobre, l'affaire n'est ni mentionnée par Belkhodja, ni par Bourguiba. C'est le lendemain qu'il reçoit des arrêtés mettant fin aux fonctions des quatre responsables, Belkhodja lui demandant de les signer, ce qu'il refuse à la grande surprise de ce dernier qui dit avoir l'aval du président. En fin de matinée, il reçoit l'appel téléphonique de Ladgham qui lui annonce que le président veut obtenir des explications concernant l'affaire des révocations, soulignant qu'il y attache beaucoup d'importance. Le 21 octobre, une réunion se tient au palais de Carthage : Bourguiba se dit étonné de la disparition du dossier et de la décision de Mehiri qu'il juge grave. Caïd Essebsi prend alors la parole pour indiquer que la libération de cet homme a eu lieu sous son conseil, alors qu'il était directeur de la sûreté nationale, jugeant l'affaire insignifiante. Le président fait alors appel au chef du service de la documentation générale, Mohamed Ayachi, qui annonce au président qu'un dossier aussi important ne peut disparaître et qu'il existe encore en huit exemplaires. En novembre, Sabbagh témoigne de l'organisation de la sûreté nationale et annonce de grandes révélations qui mènent à la création d'une commission d'enquête sur l'affaire Belkhodja. Une enquête a lieu et des documents importants sont retrouvés, soit des fiches de surveillance de plusieurs membres du gouvernement. À la suite de cette découverte, Belkhodja est destitué le 6 décembre 1968.
Le 8 septembre 1969, un remaniement ministériel a lieu. Caïd Essebsi quitte le poste de ministre de l'Intérieur et devient ambassadeur aux États-Unis, cédant sa place à Hédi Khefacha. Cependant, ce dernier tarde à prendre ses fonctions car il est en visite officielle au Canada. Le 13 septembre, la passation des pouvoirs a finalement lieu.
Le 15 mars 2012, le Comité pour la défense des victimes de torture du mouvement yousséfiste, présidé par Me Mabrouk Korchid, dépose deux plaintes contre d'anciens officiels de la sûreté de l'État et du ministère de l'Intérieur, dont Caïd Essebsi, pour actes de torture. Un groupe d'avocats constitue le 21 mars un comité de soutien et de défense à la suite de ce qui est qualifié « d'attaque médiatique et judiciaire ».

#### Ministre de la Défense
Lors des élections législatives du 2 novembre 1964, Béji Caïd Essebsi est désigné par Bourguiba en tant que tête de liste du PSD dans la circonscription de Tunis, tout en conservant son poste en tant qu'ambassadeur. Les élections sont remises en cause pour manque de démocratie, la majorité des députés du parti au pouvoir étant élus.

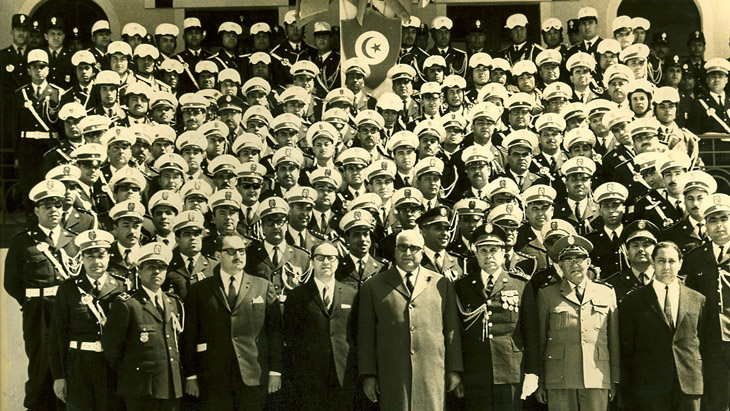
Caïd Essebsi, ministre de la Défense, en visite de travail avec le Premier ministre Bahi Ladgham.

Se préparant à rejoindre son nouveau poste à Washington, il est reconduit dans le nouveau gouvernement de Ladgham, récemment nommé Premier ministre, le 7 novembre 1969, après le rétablissement du poste. Caïd Essebsi est alors nommé, par le président Bourguiba, ministre de la Défense avec rang de ministre d'État ; Slaheddine El Goulli le remplace alors en tant qu'ambassadeur aux États-Unis.
La crise s'aggravant au sein du gouvernement, Caïd Essebsi décide de quitter son poste, déclarant à Bourguiba par l'intermédiaire de Béchir Zarg Layoun que ce dernier ne le défend pas lorsque des accusations fausses sont portées à son encontre. Bourguiba lui annonce que ses propos ne sont pas corrects, mais lui propose le poste d'ambassadeur de Tunisie en France. Caïd Essebsi accepte, cédant sa place à Hassib Ben Ammar. Le 12 juin 1970, un remaniement ministériel met officiellement fin à son mandat en tant que ministre. Le 1er août, il entre en fonction en tant qu'ambassadeur, dont il démissionne à la suite d'un conflit avec le président, lors du congrès du PSD tenu à Monastir, sur la gestion de l'État par le parti et la séparation du poste de secrétaire général et celui de Premier ministre. Le président lui demande alors de rester en fonction jusqu'à l'arrivée de son épouse Wassila car il doit partir se faire soigner à Paris. Le 14 décembre 1971, il quitte officiellement son poste et laisse sa place à Abdesselem Ben Ayed.
Après son retour définitif de Paris, Caïd Essebsi s'engage à siéger à la chambre des députés et exerce paradoxalement son travail d'avocat. N'étant pas invité au congrès du parti, malgré le fait d'être membre de son comité central, il dénonce en compagnie de plusieurs militants cette situation en déclarant lors d'un appel aux congressistes qu'un parti qui n'est plus en mesure d'assurer la démocratie en son sein, n'est pas crédible quand il prétend réaliser la démocratie dans le pays. À la suite de ces déclarations, une motion est votée à l'encontre des signataires, et il en résulte leurs suspensions du parti et de l'assemblée.

#### Premier retour sur la scène politique
S'ensuit une traversée du désert qui dure jusqu'en 1980. Avec la maladie de Hédi Nouira, ce dernier quitte son poste le 23 avril 1980, remplacé par Mohamed Mzali qui forme son gouvernement. Par l'intermédiaire de Hassen Belkhodja, Mzali propose à Caïd Essebsi de revenir sur la scène politique et de devenir ministre de la Justice, ce qu'il refuse, affirmant que le système de gouvernement n'est pas engagé à faire des réformes en matière de démocratie, tout en proposant Mohamed Chaker comme titulaire de la fonction. Malgré cela, Mzali persiste et, fin novembre, Caïd Essebsi est invité par ce dernier pour un entretien, finissant par être convaincu que le nouveau Premier ministre va mettre en place un processus démocratique. À la suite d'une rencontre avec Bourguiba à Carthage, il lui déclare qu'il ne croit plus au système du parti unique et que la Tunisie appartient à tous les Tunisiens, tout en lui demandant de mettre en place une démocratie, sans quoi il ne retournerait pas au gouvernement. Il est officiellement nommé ministre délégué auprès du Premier ministre le 2 décembre 1980.
Occupant un bureau au Premier ministère, sa mission consiste essentiellement à lire les dépêches des ambassades ainsi que les nouvelles de l'Agence France-Presse et analyser l'actualité du pays. Néanmoins, il effectue des missions au service du président Bourguiba, en se rendant notamment au Maroc et à Malte. Par ailleurs, il est chargé de porter un message au président du Sénégal, Abdou Diouf, et se charge de représenter la Tunisie lors de la cérémonie d'investiture du président de la Corée du Sud, Chun Doo-hwan, en qualité de représentant personnel du président, sur la proposition de Hassen Belkhodja, alors ministre des Affaires étrangères. Il se rend aussi au Japon, où il rencontre l'ambassadeur de Tunisie, Habib Ben Yahia.
Son entrée au gouvernement suscite des critiques de membres du PSD ayant été exclus du parti pour leurs déclarations, notamment Ben Ammar, Boularès et Sadok Ben Jemâa, mais aussi de l'opinion publique, à la suite de quoi il déclare lors d'une entrevue au journal L'Action tunisienne que son retour est un choix politique pris après avoir obtenu l'assurance que Bourguiba va œuvrer à apaiser le climat politique et mettre en place une démocratie. Membre du bureau politique du PSD, il est chargé de préparer le congrès du parti qui doit se tenir du 8 au 10 avril 1981. Il soutient par ailleurs l'engagement du gouvernement à instaurer une démocratie, faute de quoi son maintien à son poste n'est plus fondé. Chargé de l'écriture du discours de Bourguiba, il propose l'insertion de ces engagements puis le propose au président qui accepte ces nouvelles réformes.

#### Ministre des Affaires étrangères

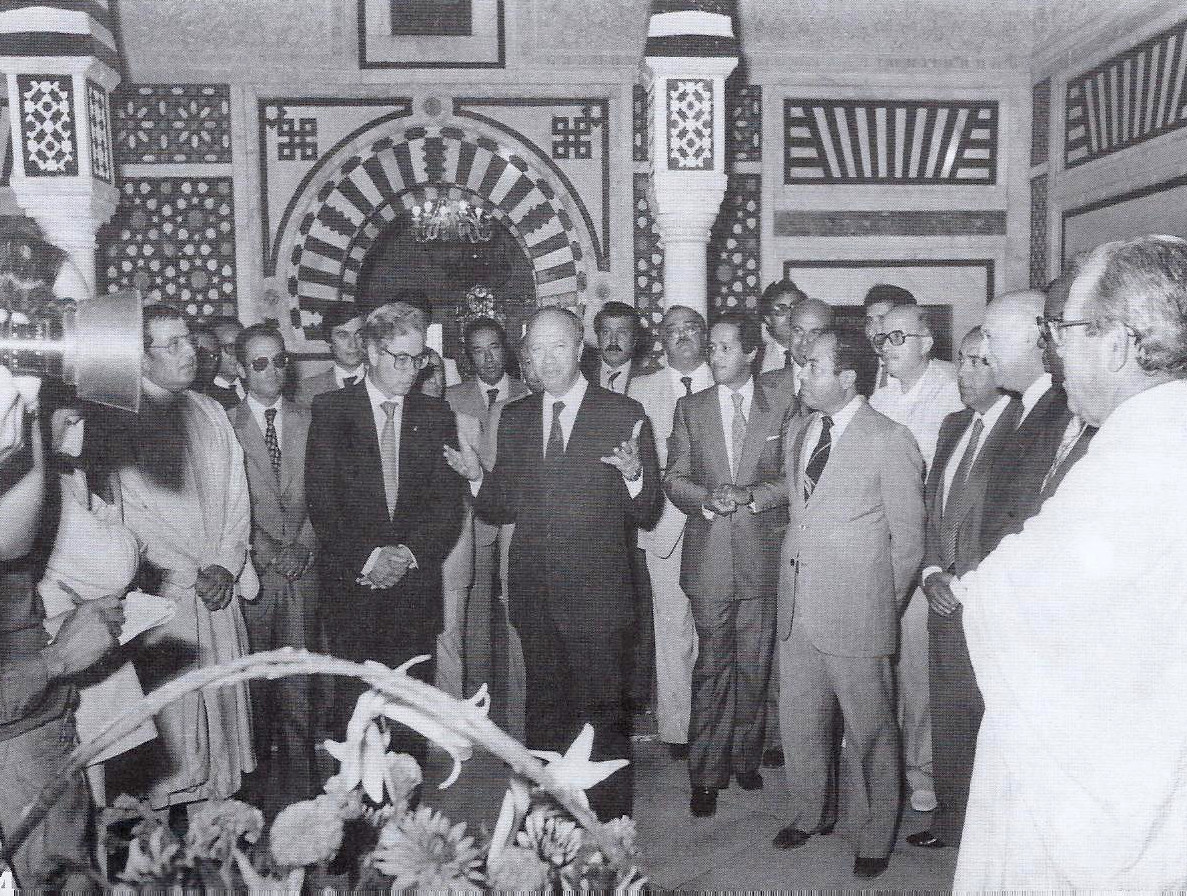
Béji Caïd Essebsi au ministère des Affaires étrangères en 1981.

Au lendemain du congrès, Caïd Essebsi reçoit un appel de Bourguiba qui lui propose le poste de ministre des Affaires étrangères en remplacement de Hassen Belkhodja. Dans son livre Habib Bourguiba : le bon grain et l'ivraie, Béji Caïd Essebsi témoigne que sa nomination, à la suite du discours d'ouverture lors du congrès, est destinée à l'éloigner des affaires intérieures du pays, Bourguiba n'étant pas prêt pour la démocratie et ne voulant pas approfondir davantage les réformes. Il entre en fonction le 15 avril et découvre immédiatement que Bourguiba est le vrai dirigeant de la politique étrangère. En effet, ce dernier fait même parvenir des instructions à Mzali, lui demandant de ne pas intervenir dans les relations extérieures de la Tunisie. Lors de la visite de Caïd Essebsi au président de la République, en séjour pour repos à Nefta, le président déclare devant lui et Mahmoud Mestiri que c'est lui le ministre des Affaires étrangères, tout en précisant qu'aucun ministre n'a jamais reflété sa pensée et son orientation de la politique étrangère.
Lors des élections anticipées du 1er novembre 1981, faisant suite à la dissolution de la Chambre des députés conformément à la loi constitutionnelle no 81-78 du 9 septembre 1981, les partis d'opposition sont autorisés à participer au scrutin, en faisant le premier vote pluraliste de la Tunisie. Malgré cela, Bourguiba craint que les partis d'opposition, notamment le Mouvement des démocrates socialistes d'Ahmed Mestiri, obtiennent la majorité. Béji Caïd Essebsi se présente pour son second mandat parlementaire en tant que tête de liste dans la circonscription de Tunis, en concurrence avec Mestiri. Il est élu à la suite de l'annonce des résultats, tout comme son parti qui obtient les 136 sièges de l'assemblée.

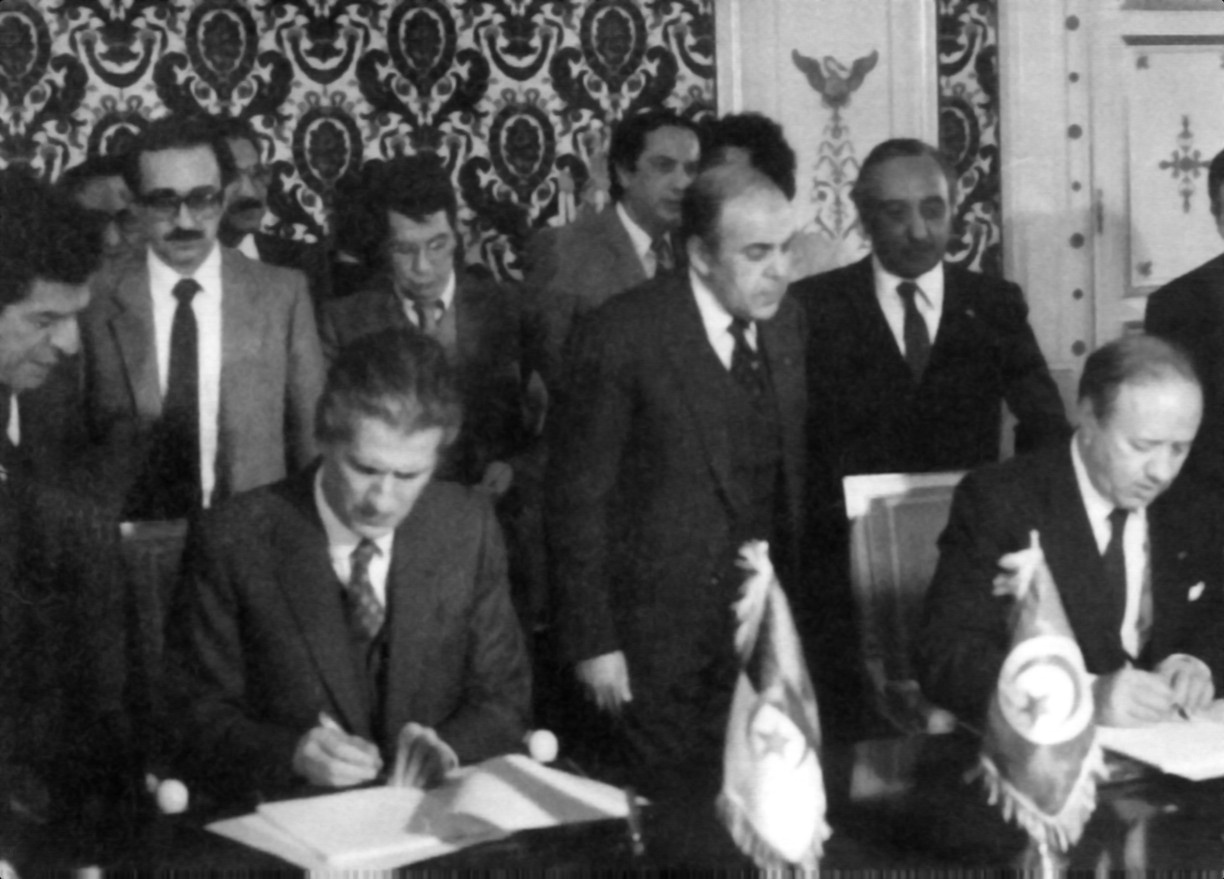
Béji Caïd Essebsi et Ahmed Taleb Ibrahimi signant un traité entre la Tunisie et l'Algérie, le 19 mars 1983.

À l'occasion des émeutes du pain, il est en compagnie de Bourguiba à Ksar Hellal, avec d'autres membres du bureau politique du parti, pour célébrer l'anniversaire du Néo-Destour. Les manifestations qui éclatent dans le pays poussent cependant ces derniers à revenir dans la capitale où Caïd Essebsi joue un rôle de conseiller important pour sortir de la crise. Il propose au président d'ajouter dans son discours qu'il donne au gouvernement un délai pour fixer un autre prix pour le pain ainsi qu'un plan d'assainissement de la caisse de compensation, pour éviter la démission automatique du gouvernement.
Le lendemain, il lui propose d'accepter une éventuelle démission du gouvernement et la reconduction de Mzali pour la formation d'un second gouvernement, ce que Bourguiba refuse. Au lieu de cela, Bourguiba limoge le ministre de l'Intérieur, Driss Guiga, propose à Caïd Essebsi de participer avec lui à la revue politique matinale et organise quotidiennement une rencontre avec le gouvernement pour renforcer sa politique. La proximité de Bourguiba et de Caïd Essebsi entraîne des ragots dans l'opinion publique, notamment de l'hebdomadaire Jeune Afrique qui annonce lors d'un article paru le 11 juillet que Caïd Essebsi serait le successeur de Mzali, provoquant la gêne du Premier ministre et le retrait de Caïd Essebsi de la séance matinale.
Occupant son poste jusqu'au 15 septembre 1986, il est confronté à plusieurs crises, notamment l'arrivée à Bizerte des combattants palestiniens chassés de Beyrouth en 1982, le bombardement par l'armée de l'air israélienne du quartier général de l'OLP à Hammam Chott (opération Jambe de bois) en 1985, sans oublier les sautes d'humeur de Mouammar Kadhafi. Le moment le plus fort de sa carrière à la tête de la diplomatie tunisienne reste cependant le vote de la résolution des Nations unies condamnant l'agression israélienne contre la Tunisie.
Caïd Essebsi occupe ensuite le poste d'ambassadeur en Allemagne de l'Ouest à partir de 1987.

### Parlementaire
Il intègre le Rassemblement constitutionnel démocratique avant d'être élu député pour un troisième et dernier mandat aux élections de 1989, suite de la dissolution anticipée de la chambre le 2 mars de la même année.
Le 14 mars 1990, il est désigné, par ses pairs, président de la Chambre des députés ; il détient cette charge jusqu'au 9 octobre 1991. Par la suite, il reste député jusqu'aux élections législatives du 20 mars 1994.

### Premier ministre

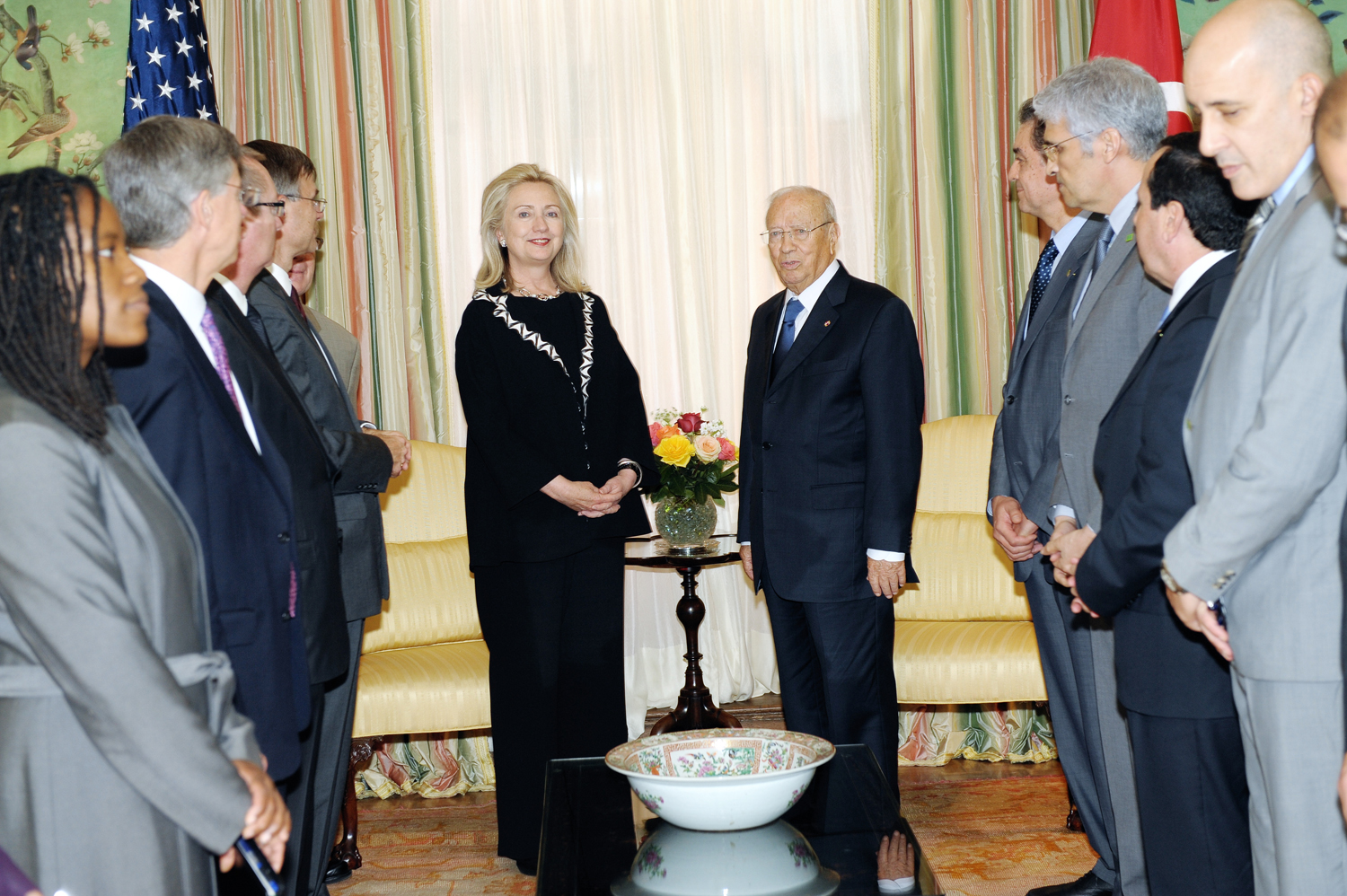
Béji Caïd Essebsi avec Hillary Clinton à Washington en 2011.

De retour en politique, il est nommé Premier ministre du gouvernement provisoire post-révolutionnaire, le 27 février 2011, en remplacement de Mohamed Ghannouchi forcé de démissionner sous la pression populaire. Son gouvernement s'appuie d'abord sur le gouvernement précédent mais, à la suite de démissions de quelques-uns de ses membres, il annonce le 7 mars une liste de 22 ministres et de neuf secrétaires d'État tous sans appartenance politique comme il l'avait promis.
Il quitte son poste le 24 décembre, laissant sa place à Hamadi Jebali, secrétaire général d'Ennahdha, qui forme son gouvernement composé de membres de la troïka.
Après avoir quitté son poste et à la suite de la diffusion du film Persepolis par la chaîne de télévision Nessma, il figure le 23 janvier 2012 parmi les avocats de la chaîne qui est attaquée en justice, ce que critiquent des salafistes, l'accusant d'être un ennemi de Dieu.

#### Politique intérieure

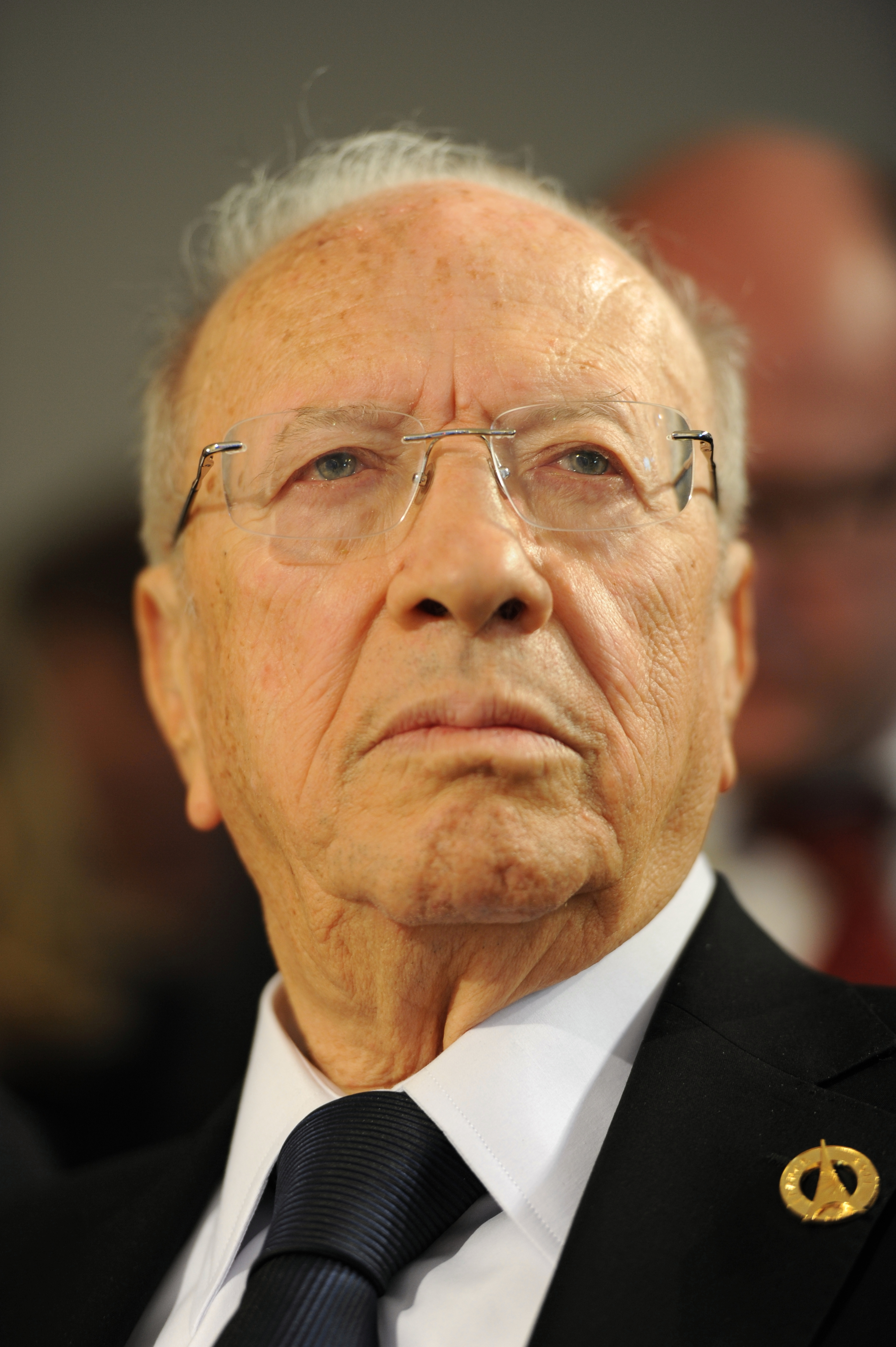
Béji Caïd Essebsi au du G8 (2011).

Le 4 mars 2011, il prononce un discours où il appelle à rompre avec la Constitution de 1959. Il affirme aussi que les membres du gouvernement n'ont pas le droit de se présenter aux prochaines élections et que, s'ils le souhaitent, ils doivent d'abord démissionner de leurs fonctions. Il affirme enfin que le président déchu, Zine el-Abidine Ben Ali, ainsi que sa famille seront jugés pour les crimes qu'ils ont commis. Le 28 mars, il demande au président Mebazaa de remplacer le ministre de l'Intérieur, Farhat Rajhi, par Habib Essid, à la suite de quoi Rajhi crée le buzz avec une entrevue diffusée le 5 mai sur Facebook où il traite notamment Caïd Essebsi de « menteur », déclare que son gouvernement est manipulé par un ancien proche de Ben Ali et que le chef d'État-Major des armées, le général Rachid Ammar, prépare un coup d'État au cas où le mouvement Ennahdha remporterait les élections. Le lendemain, face à la vague de réactions, notamment du gouvernement, Rajhi s'excuse en indiquant avoir été piégé, arguant « qu'il s'agissait d'hypothèses, d'interprétations et de simples opinions personnelles » et justifiant ses accusations par une « immaturité politique ».
Le 8 juin, il annonce au peuple tunisien que l'élection de l'Assemblée constituante est reportée du 24 juillet au 23 octobre 2011. Il remanie son gouvernement le 1er juillet, changeant cinq ministres et deux secrétaires d'État. Mais, le 15, des manifestations ont lieu à la kasbah de Tunis, devant la résidence officielle du Premier ministre, Dar El Bey, défiant le gouvernement et demandant sa révocation. Le Premier ministre y met fin par un discours diffusé à la télévision dans lequel il déclare que les membres de la garde nationale sont des « singes ».
Il annonce le 6 septembre 2011, lors d'une allocution télévisée, l'interdiction de toute activité syndicale pour les forces de sécurité à la suite d'une manifestation organisée à l'appel de l'Union des syndicats des forces sécuritaires de l'intérieur.
À l'occasion d'un discours prononcé le 20 octobre, il indique que la mission de son gouvernement s'achèvera avec la formation d'un nouveau gouvernement ; il souligne que sa composition ne devrait pas intervenir avant le 9 novembre, en tenant compte des étapes suivant l'élection de l'Assemblée constituante. Il estime que la Tunisie « donnera la preuve au monde entier qu'elle est apte à organiser des élections crédibles et à instaurer un processus démocratique réussi » ; elle donnera la preuve « qu'un État musulman est capable de construire une démocratie et que la religion islamique n'est nullement en contradiction avec les valeurs et les principes de démocratie ».

#### Politique étrangère

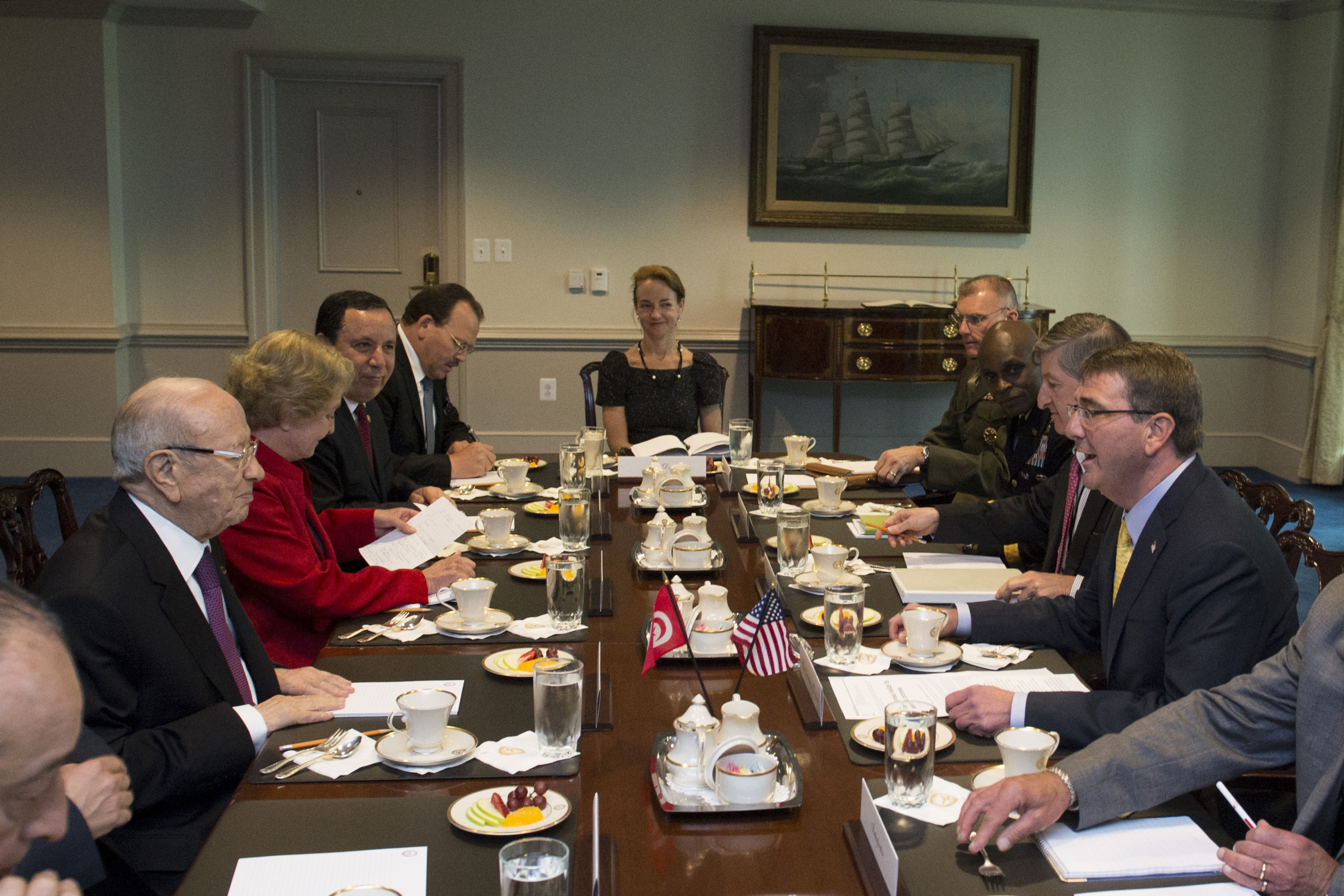
Béji Caïd Essebsi et le secrétaire américain à la Défense, Ashton Carter, au Pentagone, le 21 mai 2015.

Il est invité le 17 mai 2011 en France, où il rencontre le président de la République, Nicolas Sarkozy, ainsi que le Premier ministre, François Fillon. Il participe au 37e sommet du G8 tenu les 26 et 27 mai à Deauville ; il y participe à la discussion focalisée sur les moyens d'aider les peuples du monde arabe à instaurer des démocraties.

Le 5 octobre 2011, il se rend aux États-Unis à la suite de l'invitation du président Barack Obama ; il y rencontre le président pro tempore du Sénat Daniel Inouye et la secrétaire d'État Hillary Clinton. Il affirme « l'existence d'une ligne rouge à ne pas dépasser, et qui consiste à garder la définition de la Tunisie telle qu'inscrite dans la Constitution de 1959, un pays dont la religion est l'islam, et non pas une république islamique ». Le 7 octobre, il rencontre Obama à la Maison-Blanche qui déclare : 
« Je voudrais saluer la Tunisie, le tout premier pays de l'Afrique du Nord et du monde arabe à avoir entamé cette transformation extraordinaire que nous appelons le printemps arabe. »

### Président de Nidaa Tounes

#### Figure de l'opposition

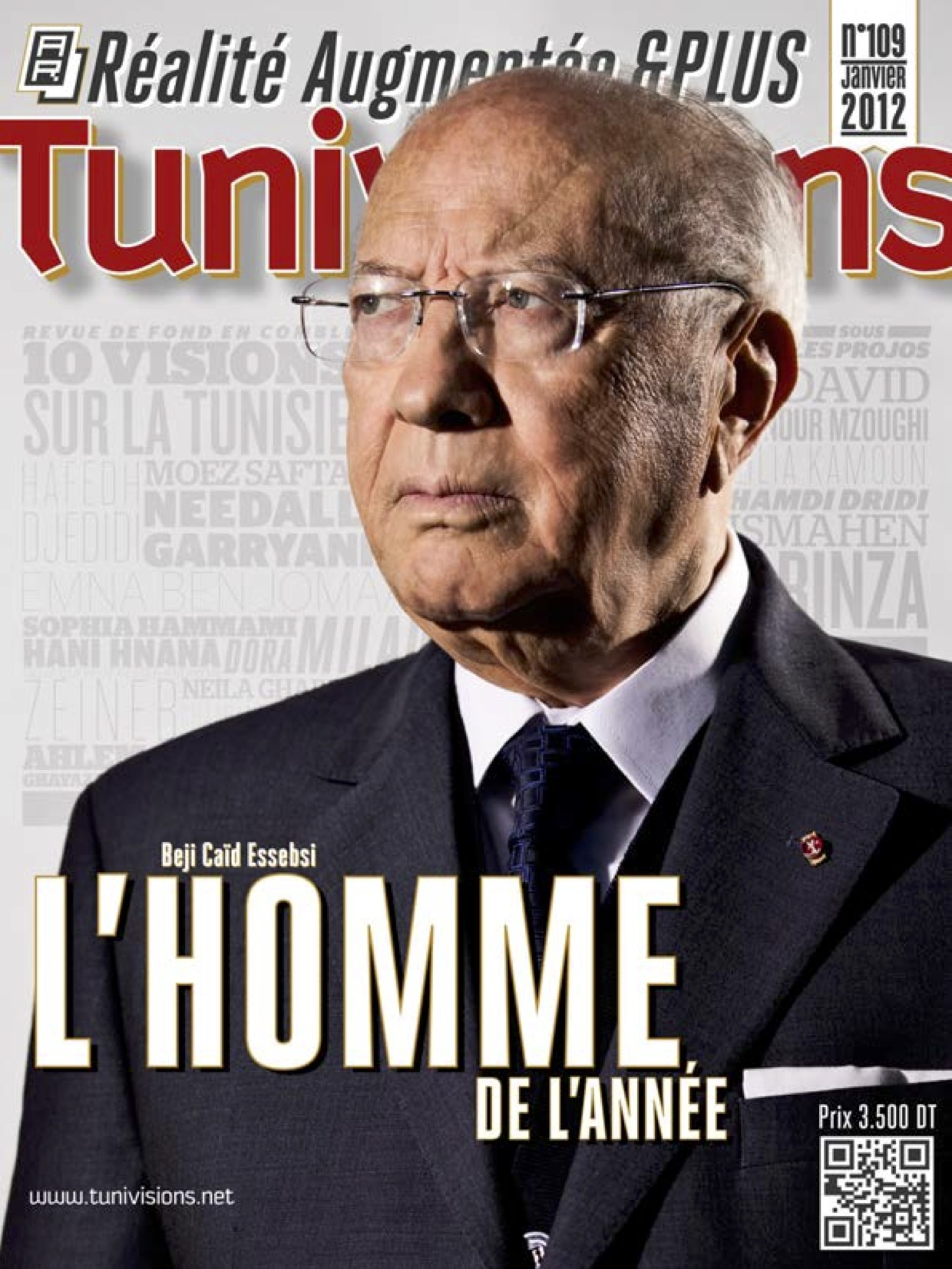
Béji Caïd Essebsi en couverture de Tunivisions (janvier 2012).

Après avoir quitté le poste de Premier ministre, Béji Caïd Essebsi souhaite fonder un parti selon le quotidien Assabah, avec pour but de rassembler l'opposition.
Il fonde d'abord une initiative dans le but d'aider le gouvernement et l'opposition. Au mois de mai, on annonce qu'il s'apprête à la transformer en un parti politique et qu'il annoncera sa création lors d'un grand rassemblement politique. Celui-ci a lieu le 16 juin au palais des congrès de Tunis en présence de 6 à 7 000 personnes.
Lors de cette rencontre, il demande à rassembler tous les Tunisiens ainsi que le mouvement Ennahdha pour trouver un moyen de sortir de la crise. Concernant les destouriens, il refuse leur exclusion qui serait selon lui anti-démocratique et encourage la justice à faire son travail, de même pour les hommes d'affaires. Il précise par ailleurs que la révolution n'a été faite par aucun parti politique, n'hésitant pas à critiquer le gouvernement et ses actions. Lors d'une réunion de la commission provisoire du parti, le 29 juin, Béji Caïd Essebsi est nommé président en attendant le congrès électif. Le 6 juillet, le parti obtient son autorisation officielle.
Le 7 décembre, il annonce la création d'une coalition avec Al Joumhouri et la Voie démocratique et sociale. Le 29 janvier 2013, elle est officiellement fondée sous le nom d'Union pour la Tunisie. Le 2 février, la coalition est rejointe par le Parti socialiste et le Parti du travail patriotique et démocratique. À la suite de nombreuses tentatives de la part d'Ennahdha et du Congrès pour la République d'exclure Nidaa Tounes et les destouriens de la scène politique, Caïd Essebsi annonce, lors du 79e anniversaire de la création du Néo-Destour, le 2 mars à Ksar Hellal, que ces derniers ont contribué à la création d'un État tunisien indépendant, moderne et musulman. Il considère l'Union pour la Tunisie comme un prolongement du mouvement destourien.
Le 4 avril, Caïd Essebsi intervient lors de l'émission 9h du soir sur Ettounsiya TV, déclarant à propos de la loi d'immunisation de la révolution, approuvée le même jour par la commission de la législation générale au sein de l'assemblée nationale constituante, que, si celle-ci prône l'exclusion, elle ne gênerait pas particulièrement son parti, étant donné qu'elle ne concerne que 24 de ses membres. Il affirme aussi que les personnes qui veulent adopter cette loi ont des comptes à régler et n'ont confiance ni en la justice, ni en le peuple tunisien. Il annonce dans le même temps qu'il ne compte pas se présenter à la prochaine élection présidentielle, ce qu'il fait pourtant lors d'une entrevue accordée le 28 avril sur Nessma et cela malgré la limitation de l'âge des candidats à 75 ans, ce à quoi il répond que plusieurs hommes politiques de son âge et même plus âgés que lui ont été élus à la magistrature suprême en Allemagne et en Italie ; il déclare également que la limitation d'âge pour les candidats à la présidentielle, qui n'existe dans aucun pays démocratique, est une loi crée sous le régime Ben Ali. Quant à une éventuelle nomination au poste de chef du gouvernement, il déclare que ce poste devrait être occupé par Ahmed Néjib Chebbi.
À la suite du meurtre de Mohamed Brahmi ainsi qu'aux manifestations au Bardo réclamant la dissolution de l'Assemblée constituante et du gouvernement, la troïka et l'opposition tentent de trouver un consensus. Dans ce contexte, Caïd Essebi et Rached Ghannouchi, chef d'Ennahdha, se rencontrent à Paris le 14 août et s'entendent pour remplacer le président Moncef Marzouki par Béji Caïd Essebsi et former un gouvernement composé de technocrates et d'hommes politiques.

#### Élections législatives de 2014
Le programme de Nidaa Tounes pour les élections législatives du 26 octobre 2014 repose sur la préservation du modèle sociétal qui inclut l'autorité de l'État de droit, la démocratie, l'émancipation de la femme ainsi que l'éducation sur la base des valeurs universelles, basés sur un islam tolérant. Il vise aussi une sortie de crise progressive ainsi que le renouvellement du modèle de développement, en fixant les rôles de l'État et du secteur privé, en développant l'emploi, en mettant en avant le développement régional ainsi que des politiques sectorielles ; ce programme repose sur quatre axes principaux à savoir la jeunesse, le développement régional, l'emploi et la justice sociale.
Beaucoup d'observateurs estiment que la déclaration de Caïd Essebsi, faite le 20 octobre lors d'un rassemblement populaire à Hammam Lif, est un facteur déterminant de la réussite de la campagne de son parti. En effet, il affirme alors que quiconque ne vote pas pour Nidaa Tounes est en fait un électeur d'Ennahdha. Il porte ainsi un coup fatal aux partis centristes et démocratiques (Al Joumhouri, Ettakatol, l'Alliance démocratique, l'Initiative nationale destourienne, etc.) dont l'électorat potentiel est amené à voter pour Nidaa Tounes, les condamnant à des résultats médiocres.
Attendus le 27 octobre, les premiers résultats sont annoncés par les médias, partageant la nouvelle assemblée en deux principales formations, à savoir Nidaa Tounes, placée en tête du scrutin, ainsi qu'Ennahdha qui marque un net recul par rapport aux élections de 2011. La soirée même, Ennahdha reconnaît être arrivé en seconde position, son chef Rached Ghannouchi félicitant Caïd Essebsi pour la victoire de son parti, en lui téléphonant tel qu'indiqué sur le compte Twitter de sa fille, Soumaya, qui a publié une photo de son père au téléphone. Les résultats préliminaires, publiés le 29 novembre en fin de soirée, placent Nidaa Tounes en tête avec 85 sièges sur 217 dans le nouveau parlement ; le parti est présent dans toutes les circonscriptions, surtout au nord du pays, atteignant même cinq sièges dans la deuxième circonscription de Tunis. En revanche, dans les circonscriptions du sud du pays, Ennahdha reste majoritaire.
Selon la Constitution, le parti vainqueur doit présenter dans les deux semaines qui suivent les élections son candidat à la présidence du gouvernement au président de la République qui le charge de la formation du gouvernement. Mais Nidaa Tounes ne reconnaît pas la légitimité du président en place et déclare qu'il ne le fera qu'après l'élection d'un nouveau président. Cette décision est officialisée par le dialogue national lors d'une réunion le 31 octobre.
Entre-temps, les tractations continuent dans la mesure où Nidaa Tounes et ses alliés (Afek Tounes, Initiative nationale destourienne et autres partis) ne possèdent que près de 100 sièges sur les 109 nécessaires. Ils doivent donc faire des concessions à l'un de leurs trois adversaires : Ennahdha, le Front populaire ou l'Union patriotique libre. En cas d'alliance avec Ennahdha, Nidaa Tounes exige que le parti soutienne Caïd Essebsi à la présidentielle.

#### Élection présidentielle de 2014

##### Campagne du premier tour
Désigné par son parti comme candidat à la présidentielle en mai 2014, il annonce sa candidature le 8 juillet puis dépose sa candidature le 9 septembre. Le 30 septembre, il apparaît sur la liste des candidats publiés par l'Instance supérieure indépendante pour les élections.
Malgré la victoire de son parti, il reconnaît la difficulté de constituer une majorité parlementaire. Concernant les critiques relatives à son âge, il déclare que la jeunesse est un état d'esprit, tout en mettant en avant sa longue carrière aux côtés de Bourguiba. Interrogé à propos de la présence de membres du RCD au sein de son parti, il déclare qu'ils restent tunisiens, tout en soulignant l'aide qu'ils peuvent apporter au pays,.

Candidat en tête du premier tour par circonscription.
Caïd Essebsi
Marzouki
Hammami
Hamdi

Le 2 novembre, il ouvre officiellement sa campagne au mausolée de Bourguiba à Monastir devant une foule rassemblée sur l'esplanade. Caïd Essebsi doit alors faire face à 27 candidats dont des chefs de partis politiques, des indépendants et des hommes d'affaires ; les perdants des législatives, comme Mustapha Ben Jaafar, président sortant de l'assemblée constituante et secrétaire général d'Ettakatol, souhaitent se rassembler autour d'un candidat consensuel qui pourrait l'affronter au second tour. De son côté, le chef d'Ennahdha, Rached Ghannouchi, engage des discussions pour empêcher le retour de ce qui est considéré comme l'ancien régime en désignant un candidat pour la présidentielle. Cependant, Ben Jaafar, Moncef Marzouki, Mohamed Hamdi et Ahmed Néjib Chebbi refusent de retirer leur candidature en faveur d'un tel candidat consensuel. Le 8 novembre, à la suite d'une réunion tenue par le conseil consultatif d'Ennahdha, le parti annonce qu'il ne soutient aucun candidat.
Les avis sont mitigés concernant la candidature de Caïd Essebsi : Chebbi, candidat d'Al Joumhouri, annonce lors d'une entrevue sur la télévision publique que les destouriens sont les ennemis de la démocratie, faisant allusion indirectement à Caïd Essebsi, l'accusant de torture lors de son mandat en tant que ministre de l'Intérieur, tout en appelant les Tunisiens à voter pour un candidat démocrate. Néanmoins, Caïd Essebsi obtient le soutien d'Afek Tounes, qui le présente comme un candidat rassembleur ayant une expérience diplomatique importante pour remettre la Tunisie sur la scène internationale. De son côté, Hamadi Jebali critique la neutralité de son parti tout en appelant les Tunisiens à voter pour un candidat appartenant à un parti autre que le parti majoritaire à l'assemblée. Alors que Slim Riahi, chef du troisième parti dans la nouvelle assemblée annonce son soutien à Nidaa Tounes pour la formation d'une coalition parlementaire et d'un gouvernement, Ben Jaafar annonce qu'il est le seul candidat répondant aux critères attendus par les Tunisiens et le seul à pouvoir contrecarrer Caïd Essebsi.
Le 23 novembre, il se qualifie pour le second tour, ayant obtenu la première place avec 39,46 % des voix, face à Moncef Marzouki, le président sortant arrivé second avec 33,43 % des suffrages.

##### Campagne du second tour
Durant l'entre-deux tours, Béji Caïd Essebsi accuse son rival d'être implicitement soutenu par les islamistes et refuse de débattre avec lui. Le 21 décembre 2014, il est élu président face à Moncef Marzouki, avec 55,68 % des voix. Il devient alors le troisième président le plus âgé du monde derrière Robert Mugabe et Giorgio Napolitano.

### Président de la République

#### Investiture à la présidence
Le 29 décembre 2014, il est officiellement proclamé président de la République tunisienne par Chafik Sarsar, président de l'Instance supérieure indépendante pour les élections, qui confirme les résultats lors d'une conférence de presse.
Conformément à l'article 78 de la Constitution, Caïd Essebsi prête serment devant l'Assemblée des représentants du peuple en présence de plusieurs personnalités à l'instar de l'ancien président par intérim Fouad Mebazaa, les anciens chefs du gouvernement après la révolution, Mehdi Jomaa et son gouvernement, Rachid Ammar, les chefs des partis représentés à l'assemblée dont Rached Ghannouchi, les représentants des instances constitutionnelles tels que Sarsar ainsi que plusieurs ambassadeurs et représentants des missions diplomatiques en Tunisie.
Dans la foulée, il prononce un discours dans lequel il promet de veiller à garantir l'unité du pays, tout en rendant hommage au martyrs et aux femmes pour leur sens patriotique. Il déclare également qu'il œuvrera à la mise en place des institutions constitutionnelles, à la réalisation des objectifs de la révolution et à la lutte contre le terrorisme. Il annonce, en outre, l'instauration d'une diplomatie fondée sur des positions modérées sans se mêler des affaires intérieures des autres pays. Tout en félicitant le président sortant Moncef Marzouki et son électorat, il déclare : « Avec l'élection d'un président de la République, nous ouvrons la voie de l'espoir en mettant un terme au doute et à la crainte et en balisant la voie à une vie politique plurielle ».
La séance est par la suite clôturée avec l'hymne national, à la suite de quoi le cortège présidentiel se dirige vers le palais présidentiel de Carthage où la passation des pouvoirs a lieu avec le président Marzouki. Le président élu se dirige, après le départ de son prédécesseur, dans la grande salle du palais où il salue le drapeau au son de l'hymne national, avant de passer en revue un détachement des trois armées qui lui rendent les honneurs.
Durant l'après-midi, il rencontre le chef du gouvernement Mehdi Jomaa et le charge de poursuivre ses fonctions jusqu'à la formation du nouveau gouvernement. La rencontre porte par ailleurs sur les mesures concernant la vague de froid qui touche le Nord-Ouest du pays et la désertification dans le Sud. Par ailleurs, il rencontre les dirigeants de Nidaa Tounes auxquels il remet sa démission de la présidence du parti, qui est confiée à titre intérimaire à Mohamed Ennaceur jusqu'à la tenue d'un congrès électif, et demande de désigner un chef du gouvernement conformément à la Constitution.

#### Premières mesures et réformes

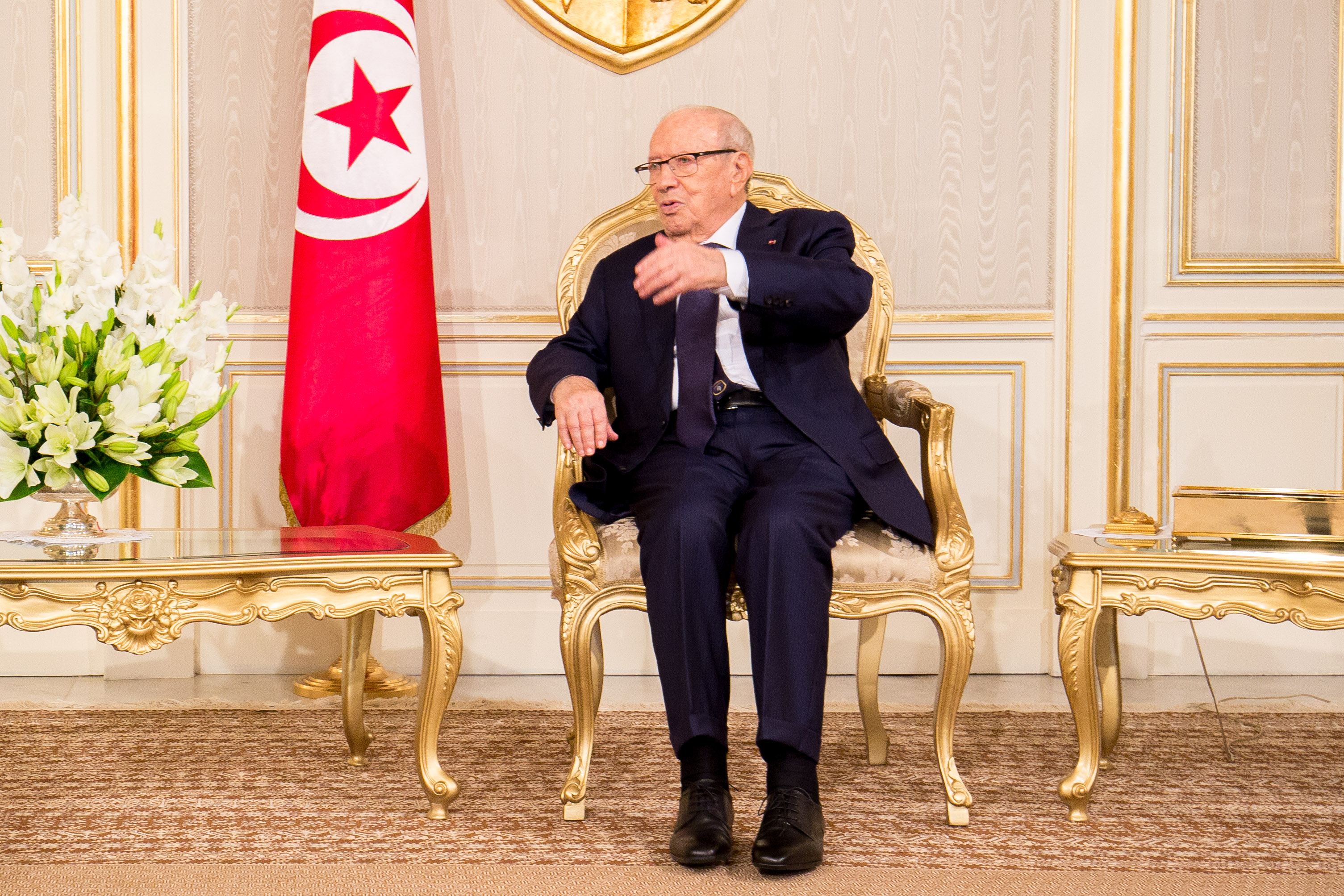
Béji Caïd Essebsi au palais présidentiel de Carthage.

Déjà dévoilé le 24 décembre 2014 par Hafedh Ghribi, directeur d'Assabah, le cabinet présidentiel serait composé de Ridha Belhaj en tant que directeur du cabinet, Moez Sinaoui en tant que porte-parole, Khemaies Jhinaoui en tant que conseiller chargé des Affaires étrangères ainsi que Mohsen Marzouk en tant que ministre-conseiller auprès du président, ces nominations devenant effectives à partir du 1er janvier 2015. Par ailleurs, il rétablit le poste de secrétaire général, chargé des services administratifs et financiers, en attendant la révision des textes de loi. À ce poste, il nomme Selim Azzabi en qualité de conseiller principal chargé de la supervision des services.
Le 2 janvier 2015, il reçoit Basma Khalfaoui et Salah Belaïd, veuve et père de Chokri Belaïd, assassiné le 6 février 2013, ce qui marque sa première activité en tant que président de la République. À cette occasion, il réitère son engagement à découvrir la vérité sur cet assassinat. Le 5 janvier, Mohamed Ennaceur lui présente comme prévu par la Constitution le candidat du mouvement à la tête du gouvernement : Habib Essid, ancien ministre de l'Intérieur dans son gouvernement de 2011, dispose d'un mois renouvelable une seule fois pour composer son cabinet. Le même jour, le président reçoit une invitation à Washington de la part du président des États-Unis, Barack Obama,. Par ailleurs, il propose de faire du dialogue national un espace consultatif, justifiant cette proposition par l'incapacité du gouvernement, selon lui, à travailler seul. Le 8 janvier, il adresse ses condoléances au président français, François Hollande, à la suite de l'attentat contre Charlie Hebdo et reçoit le lendemain les familles de Sofiène Chourabi et Nadhir Guetari après la diffusion de rumeurs sur leur éventuelle exécution.

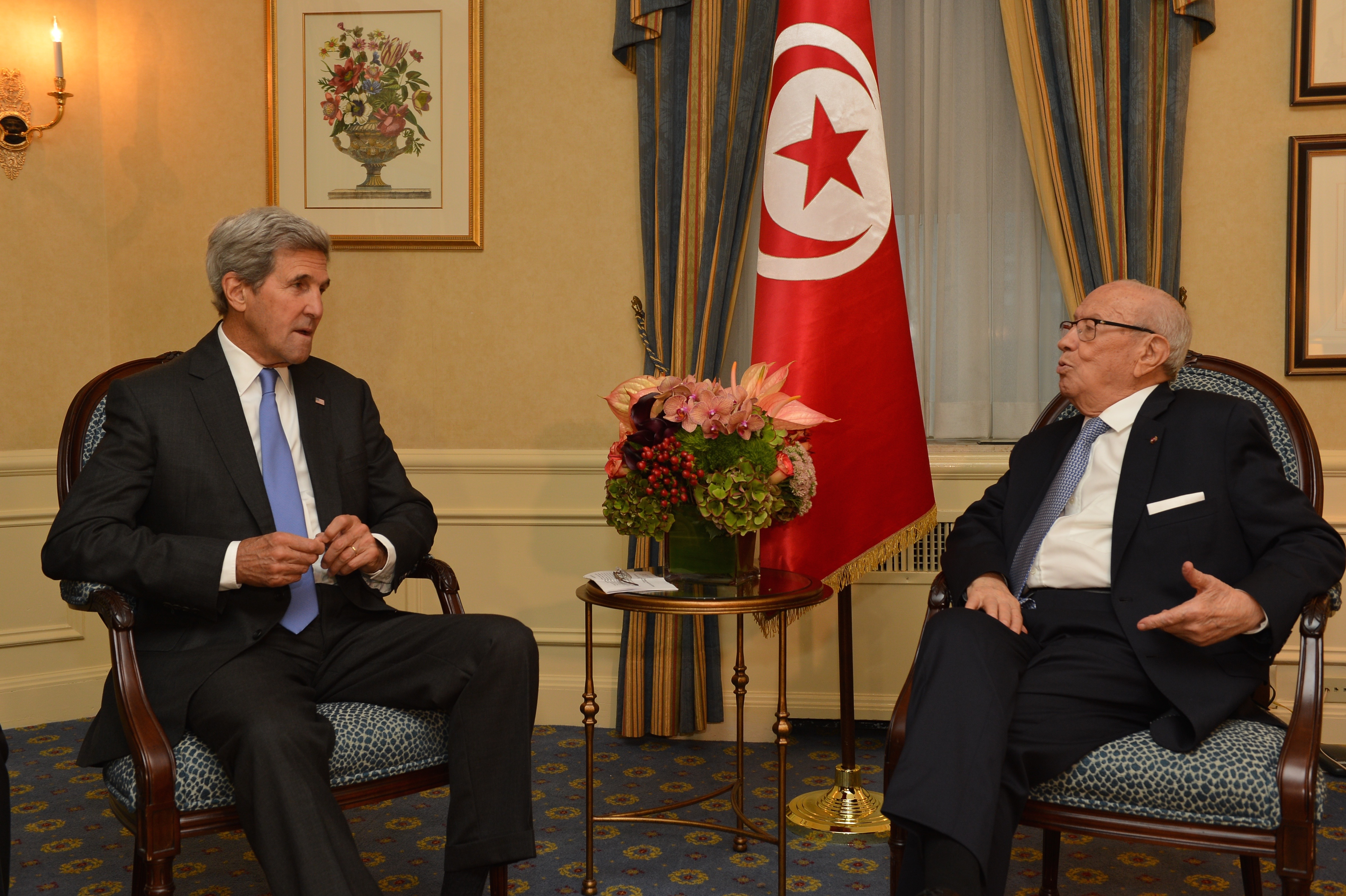
Béji Caïd Essebsi avec John Kerry, secrétaire d'État des États-Unis à New York, le 19 septembre 2016.

Le 14 janvier, il célèbre à Carthage, le quatrième anniversaire de la révolution et prononce son premier discours en tant que président de la République, soulignant le fait qu'il est rassembleur de tous les Tunisiens, tout en mettant l'accent sur l'unité et la réconciliation nationale mais aussi la justice transitionnelle, la restauration de la quiétude et de la sécurité, et cela en renforçant la lutte contre le terrorisme et le banditisme. Néanmoins, à la suite de l'allocution et de la remise de décorations, des familles de martyrs interrompent les festivités, dénonçant le manque d'attention dont ils font l'objet. Mohsen Marzouk qualifie leurs revendications de légitimes alors que Caïd Essebsi interrompt la cérémonie pour s'entretenir en privé avec certaines familles.
Alors que 49 % des Tunisiens lui accordent leur confiance selon un sondage de Sigma Conseil, Caïd Essebsi décrète trois jours de deuil à la suite du décès du roi Abdallah ben Abdelaziz Al Saoud, et se rend personnellement en Arabie saoudite pour présenter ses condoléances au nouveau roi, son frère Salmane. L'amiral Kamel Akrout, nommé conseiller principal chargé des questions de défense nationale, accompagne le président lors de ce voyage.
Le 30 janvier, Béji Caïd Essebsi participe au 24e sommet de l'Union africaine à Addis-Abeba, qui marque sa première sortie à l'étranger depuis son investiture. Il déclare que « la guerre nous a unis dans le passé dans notre lutte contre le colonialisme, elle nous unit aujourd'hui plus que jamais dans la lutte contre le terrorisme », tout en marquant « la fierté de la Tunisie de son appartenance africaine et sa détermination à reprendre sa place, restaurer son prestige et l'éclat de ses liens historiques avec les pays du continent politiquement, économiquement et culturellement ». Il met l'accent sur la lutte contre les organisations terroristes qui menacent, selon lui, tous les pays du monde mais aussi sur sa détermination à trouver une solution concernant la crise que connaît la Libye. Par la même occasion, il rencontre son homologue égyptien, Abdel Fattah al-Sissi, avec lequel il a un entretien sur la crise libyenne et les moyens qui doivent être fournis pour y faire face tout en déclarant que l'intégrité territoriale, la lutte contre le terrorisme et les tentatives sécessionnistes doivent être les priorités des deux pays.
Invité par le président Abdelaziz Bouteflika, Caïd Essebsi se rend du 4 au 6 février en Algérie pour son premier voyage officiel dans un pays étranger, comme prévu après son élection. Il est alors accueilli à l'aéroport d'Alger par le Premier ministre Abdelmalek Sellal et le président du Conseil de la nation Abdelkader Bensalah. Là encore, il met l'accent sur la lutte contre le terrorisme, soulignant le manque d'expérience de la Tunisie dans ce domaine et compte sur la coopération bilatérale avec l'Algérie. De même, il déclare lors d'un entretien, à la suite de l'annonce de la composition gouvernementale, que l'entrée d'Ennahdha au gouvernement n'est pas un problème puisque le parti reste une composante essentielle du paysage politique.

#### Gouvernement Essid
Le 6 février 2015, Habib Essid, après avoir obtenu la confiance pour son gouvernement, s'entretient avec le président Caïd Essebsi avant que ses ministres et lui-même ne prêtent serment devant lui. Caïd Essebsi prononce une allocution où il déclare que les défis qui attendent le gouvernement sont de taille et qu'il s'engage à exercer ses fonctions tel que c'est prévu par la Constitution, sans interférer dans le travail du gouvernement mais en mettant l'accent sur l'importance des consultations. De même, il affirme que le gouvernement a obtenu une confiance confortable à l'Assemblée des représentants du peuple, ce qui lui confère une crédibilité à l'intérieur et à l'extérieur du pays. Le 13 janvier, il décore les membres du gouvernement de Mehdi Jomaa de l'ordre de la République et leur exprime sa reconnaissance pour avoir fait face à une période critique, tout en leur soulignant que le pays a encore besoin d'eux.
45 jours après son entrée en fonction, Béji Caïd Essebsi accorde sa première entrevue à la télévision nationale au cours de laquelle il fait part des défis du pays, notamment les événements qui se déroulent alors dans le Sud. Il déclare dans ce contexte que le gouvernement comprend les revendications et aspirations de la population mais qu'ils doivent attendre. En effet, son entrée en fonction n'ayant eu lieu que quelques jours auparavant, l'application de réformes comme la suppression de la taxe de voyage, revendiquée par les manifestants, est programmée mais ne peut être adoptée dans un cours délai. Concernant le nouveau cabinet, il déclare que la présence d'Ennahdha est nécessaire car Nidaa Tounes ne possède qu'une majorité relative au sein du parlement, l'empêchant à elle seule ou à une coalition réduite de réaliser de profondes réformes. De même, le choix de Essid a été motivé par ses compétences mais aussi le fait que le mouvement ne fait pas d'hégémonisme en accaparant les trois présidences, soulignant qu'aucune force étrangère n'a imposé sa désignation. Il réitère par ailleurs son engagement à élucider les assassinats de Chokri Belaïd et Mohamed Brahmi, tout en présentant son programme diplomatique, entretenir de bonnes relations avec les pays voisins et éviter les décisions précipitées comme celle qui a été prise avec la Syrie par son prédécesseur.

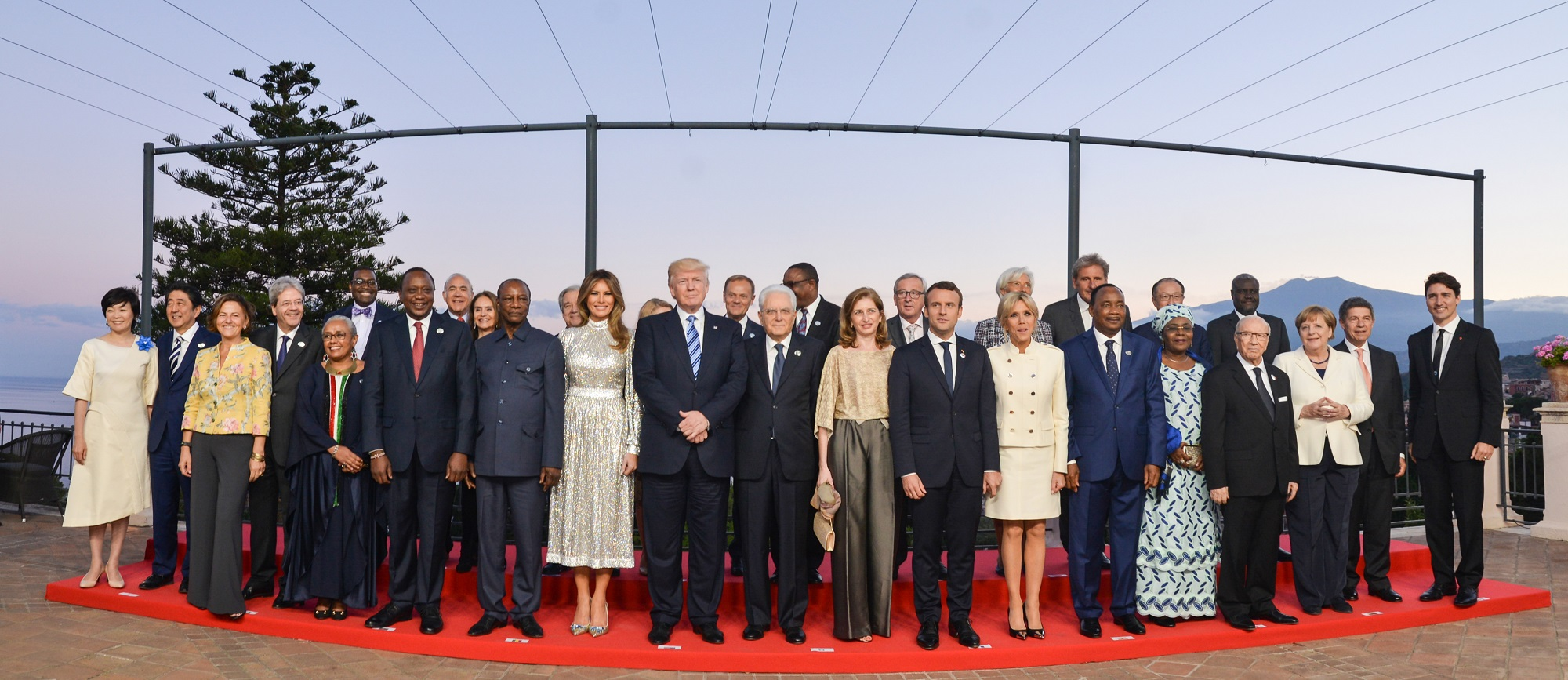
Béji Caïd Essebsi au sommet du G7 de 2017.

Le 18 février, à la suite de l'attaque terroriste de Boulaaba, se tient un conseil ministériel à Carthage, en présence du président de la République. Après des litiges sur les questions d'ordre protocolaire, notamment sur la place du chef de l'État au sein d'une république semi-parlementaire, le conseil se tient et aborde les questions d'ordre sécuritaire et diplomatique en présence du président, avant de laisser sa place au chef du gouvernement tel que prévu par la Constitution. Le conseil aborde notamment le renforcement de la lutte antiterroriste et la position gouvernementale en défaveur d'une intervention militaire en Libye, soulignant qu'une solution politique est à privilégier.

#### Gouvernement Chahed
Le 13 août 2017, il promet de relancer la question de l'égalité dans l'héritage entre homme et femme et appelle à abroger la circulaire interdisant à une femme tunisienne d'épouser un non-musulman. Le 24 octobre, il paraphe la loi de réconciliation administrative après son renvoi par l'Instance provisoire chargée du contrôle de la constitutionnalité des projets de loi pour n'avoir pas obtenu la majorité absolue permettant de prendre une décision à son sujet. Le 22 novembre, il réaffirme dans une interview accordée à France Info que le mariage d'une Tunisienne avec non-musulman n'est pas d'ordre religieux et que l'égalité des sexes est l'avenir de la Tunisie,. Le 13 août 2018, dans l'allocution qu'il tient au palais présidentiel de Carthage, à l'occasion de la Fête de la femme et de la famille, il lance un nouveau défi sociétal en annonçant, devant un parterre essentiellement féminin, qu'il proposerait dans les semaines qui viennent un projet de loi établissant l'égalité dans l'héritage. Finalement, tandis que la circulaire interdisant à une Tunisienne d'épouser un non-musulman est abrogée, la réforme sur l'héritage n'aboutit pas.
Le 20 mars 2018, il propose une révision de la loi électorale qui comporte selon lui de nombreuses lacunes allant à l'encontre des principes de la révolution.
Le 15 juillet, il affirme que la crise politique et économique de la Tunisie ne pouvait plus durer, appelant son chef du gouvernement Youssef Chahed à démissionner ou à demander à nouveau la confiance de l'Assemblée des représentants du peuple. Le 24 septembre, il répète dans un entretien accordé à El Hiwar El Tounsi que c'est lui qui a nommé Chahed à la fonction du chef de gouvernement, tout en soulignant la fin de l'entente politique avec Ennahdha avant de souligner les difficultés que connaît le pays sur les plans économiques et sociaux, notamment la chute vertigineuse du dinar et l'aggravation du déficit commercial entre autres,. Le 29 janvier 2019, il accuse son chef du gouvernement de s'accrocher au pouvoir et d'avoir fait un pacte « secret » avec Ennahdha.
Il décrète le 23 janvier comme Journée nationale de l'abolition de l'esclavage, une décision qualifiée d'« historique » par les défenseurs des droits de l'homme, qui le réclamaient depuis plusieurs années.
Le 6 avril 2019, alors que sa popularité est au plus bas (17,5 % selon le baromètre Emrhod Consulting), il déclare ne pas vouloir briguer un second mandat. Il signe le 5 juillet suivant le décret de convocation des élections présidentielle et législatives. Dans le même temps, des amendements controversés, accusés de barrer la route à Nabil Karoui et Olfa Terras, sont adoptés. Les amendements interdisent ainsi la candidature de personnes ayant fait des dons à la population, bénéficié de financements étrangers ou de publicité politique au cours des douze mois précédant une élection, ou possédant un casier judiciaire. Le 25 juin, des députés de Nidaa Tounes et du Front populaire déposent un recours pour inconstitutionnalité. Malgré le rejet du recours, le président Caïd Essebsi refuse de promulguer le texte mais ne le renvoie pas à l'Assemblée pour une seconde lecture, ni le soumet au référendum, ce qui est, selon des juristes, contraire à la Constitution, qui ne prévoit pas une telle décision. Cette décision pousse la coalition au pouvoir à envisager de prononcer son incapacité, arguant qu'il aurait été forcé à ne pas signer le texte.

#### Dégradation de son état de santé
Béji Caïd Essebsi devient, le 21 novembre 2017, le plus âgé des chefs d'État en exercice de la planète après la reine Élisabeth II, à la suite de la démission du président zimbabwéen Robert Mugabe. Il atteint 91 ans huit jours plus tard. Le 10 mai 2018, après le retour au pouvoir de Mahathir Mohamad, lui-même plus âgé que la reine britannique, en Malaisie, il lui cède ce record.
Le 21 juin 2019, Caïd Essebsi est brièvement hospitalisé pour des examens qualifiés d'« ordinaires » à l'hôpital militaire de Tunis,. Le 27 juin, il est à nouveau hospitalisé dans un état « très critique » mais « stable »,. Des rumeurs circulent alors sur son décès. Le lendemain, la présidence annonce que son état de santé est « en amélioration »,. Le 1er juillet, il sort de l'hôpital,. Se pose alors la question de son état de santé : une campagne de la société civile appelle à publier son dossier médical. Il apparaît ensuite en public à deux reprises.

#### Mort et funérailles nationales

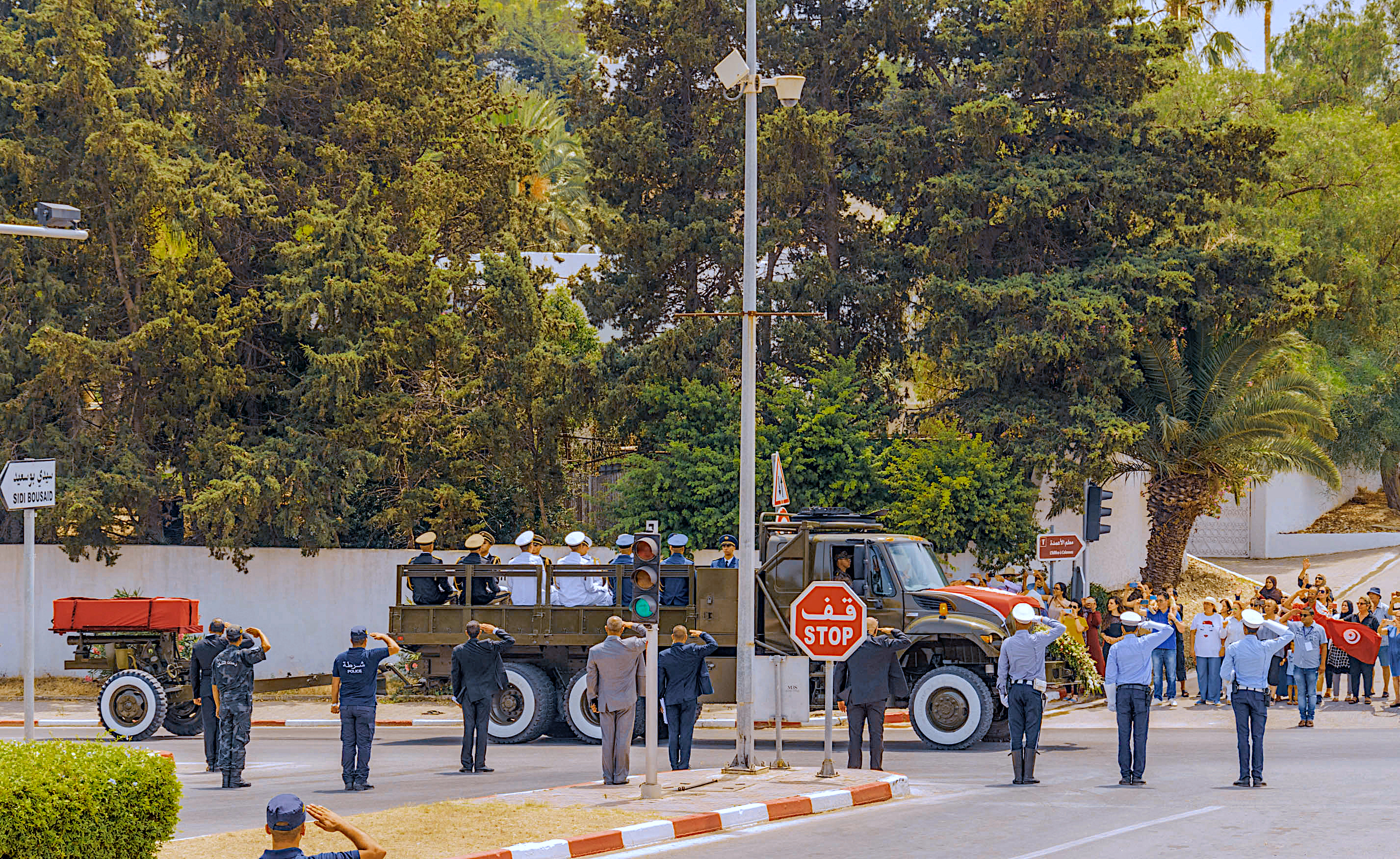
Camion du cortège funéraire en route pour le cimetière (27 juillet 2019).

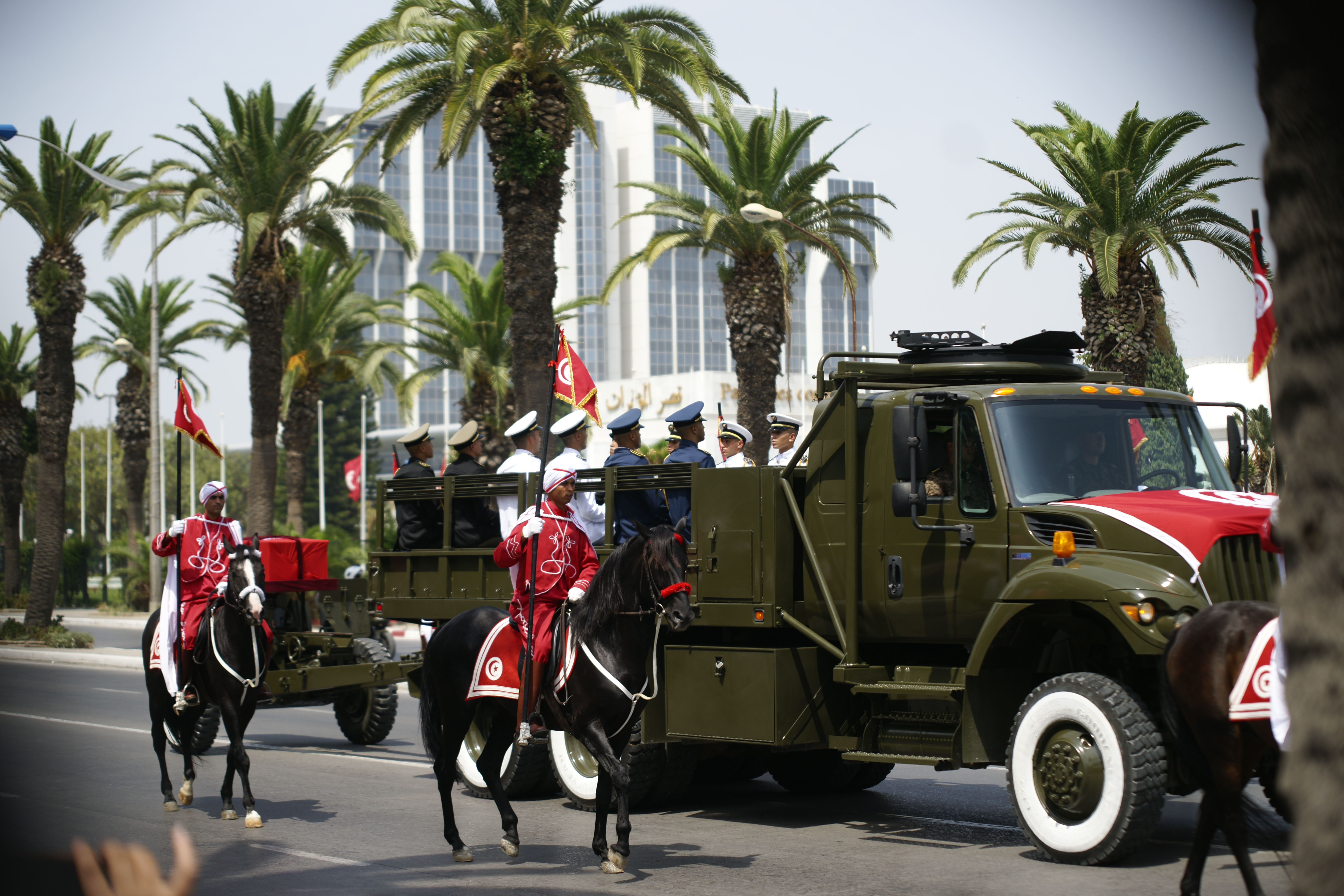
Cortège sur l'avenue Mohammed-V.

Béji Caïd Essebsi meurt le 25 juillet 2019, au lendemain d'une nouvelle hospitalisation dans un état d'urgence absolue, à l'âge de 92 ans,. Selon les médias, une bactérie fongique aurait causé son affection pulmonaire de juin et la diminution de ses capacités immunitaires en raison d'une insuffisance rénale chronique — qui le conduisait à subir des examens périodiques en France — aurait provoqué une insuffisance respiratoire, certainement à l'origine de sa mort. En vertu de la Constitution, après constatation de la vacance définitive du poste par l'Instance provisoire chargée du contrôle de la constitutionnalité des projets de loi, le président de l'Assemblée des représentants du peuple, en l'espèce Mohamed Ennaceur, est chargé de l'intérim,. Sa mort avance la date de la présidentielle de novembre à septembre.
Sept jours de deuil national sont décrétés dans le pays, alors que la presse, en hommage, imprime ses journaux en noir et blanc. En outre, huit pays décrètent un deuil de trois jours : la Jordanie, le Liban, la Palestine, l'Algérie, la Mauritanie, la Libye, l'Égypte, et Cuba,. Quant à l'Organisation des Nations unies, les drapeaux y sont mis en berne, et une minute de silence est observée à l'assemblée générale à New York.
Ses funérailles nationales, qui rassemblent des milliers de personnes, ont lieu le 27 juillet 2019, en présence de nombreuses personnalités étrangères dont le président français, Emmanuel Macron, le chef de l'État algérien, Abdelkader Bensalah, le roi d'Espagne, Felipe VI, le président palestinien, Mahmoud Abbas, l'émir du Qatar, Tamim ben Hamad Al Thani, le président du Conseil présidentiel libyen, Fayez el-Sarraj, le président maltais, George Vella, le président portugais, Marcelo Rebelo de Sousa, le secrétaire général de la Ligue arabe, Ahmed Aboul Gheit, et le prince du Maroc, Rachid ben El-Hassan Alaoui,. Son successeur par intérim est présent, ainsi que le chef du gouvernement.
Le cortège funèbre quitte le palais présidentiel de Carthage en direction du cimetière, ce qui représente un trajet d'environ 25 kilomètres, au cours duquel il est salué par la foule tout-du-long. Le cortège est d'abord composé du cercueil entouré d'une vingtaine de cavaliers à sa sortie du palais, puis le cercueil est placé sur un camion militaire précédé de motards et suivi de centaines de voitures. Des avions de l'armée de l'air (ainsi qu'un hélicoptère chargé d'assurer la sécurité) survolent les lieux, lâchant un panache rouge et blanc, les couleurs de la Tunisie. Les hommages et le cortège funèbre sont retransmis en direct sur la télévision nationale. Béji Caïd Essebsi est ensuite inhumé au cimetière du Djellaz, à Tunis, aux côtés des membres de sa famille,.
Le 15 septembre 2019, cinquante jours après sa mort, son épouse meurt à son tour.

## Controverses
En août 2014, il déclare que Meherzia Labidi Maïza, vice-présidente de l'Assemblée constituante « n'est qu'une femme » après qu'elle eut déclaré que Nidaa Tounes n'était « pas démocratique ».
En octobre 2015, dans une entrevue accordée à une télévision égyptienne, il répond à la journaliste qui lui suggère que l'appel du ministre de la Justice, Mohamed Salah Ben Aïssa, à l'abrogation de l'article 230 du code pénal tunisien, qui criminalise les pratiques homosexuelles, serait contraire à la religion et aux traditions arabes : « C'est la vérité. Ce que dit le ministre que vous citez n'engage pas l'État. Cela n'a pas lieu d'être, et cela n'aura définitivement jamais lieu ». Le ministre est limogé dans la foulée,,.
Le 30 mars 2016, il déclare : « Le Hezbollah est un parti de résistance nationale, membre de la coalition gouvernementale au Liban, qui combat pour la libération du territoire libanais de l'occupation sioniste. On ne peut pas le qualifier de parti terroriste », ajoutant que « la Tunisie soutient tout travail mené par le parti libanais du Hezbollah contre Israël ».

## Hommages
Quelques jours après sa mort, le conseil d'administration de l'université al-Aqsa, en Palestine, décide de donner son nom à sa grande salle de conférence. De même, la municipalité du Kram attribue son nom au complexe sportif de la ville. Le 5 septembre, le président par intérim Mohamed Ennaceur inaugure une avenue qui porte son nom dans la région de Carthage, en présence de la famille du défunt, des cadres de la région ainsi que des membres du conseil municipal de Carthage. À l'occasion du 40e jour de son décès, l'Organisation des Nations unies en Tunisie, en collaboration avec le ministère de la Culture, propose plusieurs documentaires qui retracent son parcours politique et diplomatique,. Pour la même occasion, l'Autorité palestinienne baptise en son nom une avenue de Ramallah. Le 25 juillet 2020, à l'occasion du premier anniversaire de sa disparition, son nom est attribué à un boulevard au centre de Tunis.

## Culture populaire
Dans l'émission de la chaîne Ettounsiya TV, La Logique politique, Béji Caïd Essebsi possède sa marionnette depuis son accession au poste de Premier ministre. Il en possède également une dans l'émission Les Guignols du Maghreb diffusée sur Nessma depuis le début du ramadan 2012.

## Décorations

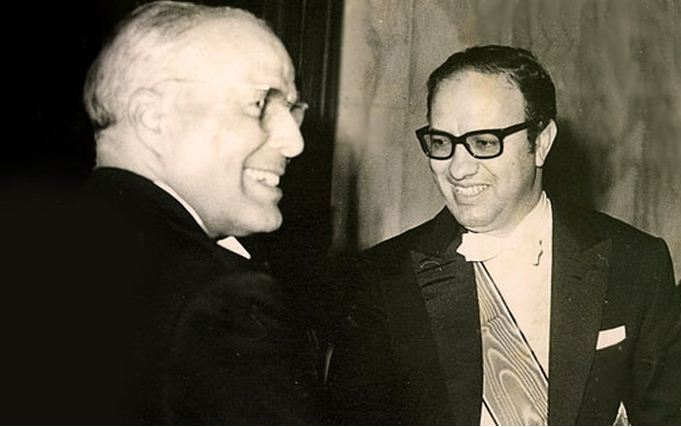
Béji Caid Essebsi décoré par le président Bourguiba des insignes de grand cordon de l'ordre de la République tunisienne.

### Décorations tunisiennes
Grand maître des ordres en qualité de président de la République tunisienne, il est également :
- Grand cordon de l'ordre tunisien de l'Indépendance (Tunisie)[155], le 1er juin 1966.
- Grand cordon de l'ordre de la République tunisienne[155].

### Décorations étrangères
- Grand croix de l'ordre du Mérite civil (Espagne), 28 octobre 1969[156].
- Médaille du président de la République algérienne, le 3 janvier 2013[157].
- Ordre suprême de la Renaissance (Jordanie), le 20 octobre 2015[158].
- Grand-croix de la Légion d'honneur (France), 2015[159].
- Ordre du Cheikh Issa ben Salmane Al Khalifa (Bahreïn), le 26 juin 2016[160].
- Grand-cordon de l'ordre de la République serbe (en) (Serbie), 2016[161].
- Chevalier grand-croix au grand cordon de l'ordre du Mérite de la République italienne, le 8 février 2017[162].
- Grand collier de l'État de Palestine, le 6 juillet 2017[163].
- Compagnon d'honneur avec collier de l'ordre national du Mérite (Malte), le 15 février 2019[164].
- Ordre du roi Abdelaziz (Arabie saoudite), le 29 mars 2019[165].

## Autres distinctions
- Docteur honoris causa de l'université Panthéon-Sorbonne, ( France, 7 avril 2015)[166] ;
- Clé d'or de la ville d'Amman, le 21 octobre 2015[167] ;
- Prix du Fondateur de l'International Crisis Group, le 26 octobre 2015[168] ;
- Médaille du tourisme arabe, le 20 octobre 2017[169],[170] ;
- Meilleure personnalité politique 2017 selon le magazine Tunivisions[171] ;
- Prix du Leadership de la fondation Global Hope Coalition, le 27 septembre 2018[172].

## Publications
- Béji Caïd Essebsi, Bourguiba : le bon grain et l'ivraie, Tunis, Sud Éditions, 2009, 515 p. (ISBN 978-9973-844-99-6)[173]
- Béji Caïd Essebsi et Arlette Chabot, La Tunisie : la démocratie en terre d'islam, Paris, Plon, 2016, 256 p.[174]